# Haifa
Haifa (en hebreo: חֵיפָה‎ [χei̯ˈfa]ⓘ [jei.fá]; en árabe: حيفا‎ Ḥayfā o Ḥefa [ˈχai̯fa]ⓘ [ jái.fa]) es la mayor ciudad del norte de Israel y la tercera ciudad más grande del país después de Jerusalén y Tel Aviv. Es la capital del distrito homónimo, con una superficie de 854 km², y uno de seis distritos que forman Israel. Tiene una población de 286 142 habitantes, y otras 300 000 personas viven en ciudades adyacentes, incluyendo las ciudades de las Krayot, así como también Tirat Carmel y Nesher. En su conjunto, forman un área urbana contigua de cerca de 600 000 habitantes, constituyéndose así como núcleo central del área metropolitana de Haifa.
Haifa se encuentra a unos 90 km al norte de Tel Aviv y es el centro regional más importante del norte de Israel. Dos instituciones académicas respetadas, como la Universidad de Haifa y el Technion, se encuentran en la ciudad, además juega un papel importante en la economía de Israel. Cuenta con varios parques de alta tecnología, entre ellos el Matam Park, el más antiguo y más grande del país, un puerto industrial y una refinería de petróleo.
Erigida en las laderas del Monte Carmelo, Haifa tiene una historia que se remonta a los tiempos bíblicos. A través de los siglos, la ciudad ha cambiado de manos: ha sido gobernada por hebreos, persas, asmoneos, romanos, bizantinos, árabes, cruzados, otomanos, egipcios, británicos y finalmente israelíes. Desde el establecimiento del Estado de Israel en 1948, la ciudad está gobernada por la administración local del municipio de Haifa. Hoy en día la ciudad tiene el más importante puerto marítimo de Israel, situado en la bahía de Haifa, en el litoral del Mediterráneo en Israel, cubriendo 63,7 km².

## Toponimia
El origen del nombre Haifa no está claro. Debido a que no se sabe cuándo y ni por quién fue fundada, es difícil investigar su toponimia. Según el historiador Alex Carmel, puede provenir de la raíz del verbo hebreo חפה (hafa 'cubrir, proteger, ocultar'), en el sentido de que Haifa se encuentra detrás del monte Carmelo. Otro posible origen es la asociación de la palabra hebrea חוֹף (hof, playa) o חוֹף יָפֶה (hof yafé) que significa 'playa hermosa'.

## Símbolos
El escudo de Haifa tiene su origen en la década de 1930. Fue diseñado por Esther Berlin-Yoel y fue aprobado por el ayuntamiento en 1936. En cuanto al significado, contiene un barco, simbolizando el importante puerto mercante y de pasajeros, además de dos faros de la antigua fortaleza de Haifa en la entrada del puerto. En su cabecera se encuentra la antigua fortaleza de Haifa con una rama de olivo, representando la paz; al pie de la imagen, una cintilla con el nombre de la ciudad en hebreo en el centro, en inglés, a la izquierda y en árabe, a la derecha. Este escudo fue registrado en el Colegio de Armas en Londres a principios de la década de 1930, durante el período del Mandato Británico.
El emblema fue creado por Esther Berlin-Yoel —que era dueña de un estudio gráfico en Haifa— quien desarrolló algunas propuestas, y una comisión compuesta por el entonces alcalde Hasan Shukry, el ingeniero Scrivner, jefe de la oficina del ferrocarril, el arquitecto Henry Kandell del Departamento de Salud del Mandato, y el artista Herman Shtruk, escogieron el diseño ganador, el cual fue aprobado por el ayuntamiento el 22 de junio de 1936. Originalmente el nombre en inglés estaba en medio del escudo de armas pero, tras la independencia del Estado de Israel, fue modificado, trasladando su nombre en hebreo al centro. El emblema municipal fue publicado en el Diario Oficial (Rashumot), YP 663, el 16 de abril de 1959.

## Geografía

### Emplazamiento

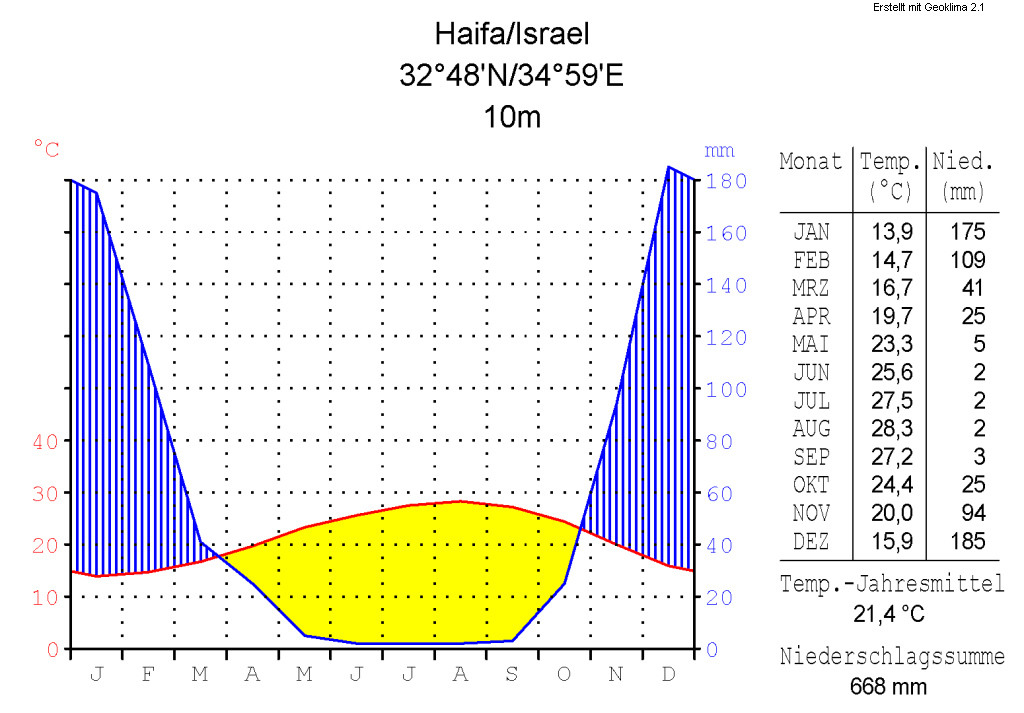
Gráfico climático de Haifa.

Haifa está situada en la llanura costera mediterránea de Israel, la unión entre Europa, África y Asia. Situado en la ladera norte del Monte Carmelo y alrededor de la bahía de Haifa, la ciudad se divide en tres niveles. El más bajo es el centro del comercio y la industria, e incluye el puerto de Haifa. El nivel medio está en las laderas del Monte Carmelo y se compone de los mayores barrios residenciales, mientras que el nivel superior se compone de modernos barrios residenciales. Desde aquí se puede observar la región israelí de la Galilea Occidental hacia Rosh Hanikra y la frontera con el Líbano. Haifa está a unos 90 km al norte de la ciudad de Tel Aviv, y tiene un gran número de playas en el mar Mediterráneo.
| Noroeste: Mar Mediterráneo | Norte: Mar Mediterráneo | Nordeste: Kiryat Yam Kiryat Motzkin Kiryat Bialik |
| Oeste: Mar Mediterráneo    |                         | Este: Kiryat Atta                                 |
| Suroeste: Mar Mediterráneo | Sur: Tirat Carmel       | Sureste: Nesher                                   |

### Clima
Haifa tiene un típico clima mediterráneo con veranos calurosos y secos, e inviernos fríos y lluviosos (clasificación climática de Köppen - CSA ). La primavera llega en marzo con el aumento de la temperatura. A finales de mayo se inician sus veranos calientes. La temperatura media en verano es de 26 °C y en invierno 12 °C. La nieve es rara en Haifa, pero las temperaturas a veces, especialmente en la mañana, suelen descender alrededor a los 6 °C. La humedad tiende a ser alta durante todo el año, debido a su proximidad al mar, y el periodo de lluvias, por lo general, se da entre octubre y marzo. La precipitación anual es de aproximadamente 476 mm.
| Parámetros climáticos promedio de Haifa                                | Parámetros climáticos promedio de Haifa | Parámetros climáticos promedio de Haifa | Parámetros climáticos promedio de Haifa | Parámetros climáticos promedio de Haifa | Parámetros climáticos promedio de Haifa | Parámetros climáticos promedio de Haifa | Parámetros climáticos promedio de Haifa | Parámetros climáticos promedio de Haifa | Parámetros climáticos promedio de Haifa | Parámetros climáticos promedio de Haifa | Parámetros climáticos promedio de Haifa | Parámetros climáticos promedio de Haifa | Parámetros climáticos promedio de Haifa |
| Mes                                                                    | Ene.                                    | Feb.                                    | Mar.                                    | Abr.                                    | May.                                    | Jun.                                    | Jul.                                    | Ago.                                    | Sep.                                    | Oct.                                    | Nov.                                    | Dic.                                    | Anual                                   |
| ---------------------------------------------------------------------- | --------------------------------------- | --------------------------------------- | --------------------------------------- | --------------------------------------- | --------------------------------------- | --------------------------------------- | --------------------------------------- | --------------------------------------- | --------------------------------------- | --------------------------------------- | --------------------------------------- | --------------------------------------- | --------------------------------------- |
| Temp. máx. media (°C)                                                  | 17                                      | 17.5                                    | 19.6                                    | 23.9                                    | 26.2                                    | 29.3                                    | 31.1                                    | 31.4                                    | 29.9                                    | 28.0                                    | 24.0                                    | 19.2                                    | 24.76                                   |
| Temp. mín. media (°C)                                                  | 8.9                                     | 8.7                                     | 10.5                                    | 13.6                                    | 17.2                                    | 20.6                                    | 23.0                                    | 23.6                                    | 21.7                                    | 18.5                                    | 14.1                                    | 10.9                                    | 15.94                                   |
| Precipitación total (mm)                                               | 81.0                                    | 162.1                                   | 54.4                                    | 0.8                                     | 0                                       | 0                                       | 0                                       | 0                                       | 1.1                                     | 36.8                                    | 73.7                                    | 66.7                                    | 476.6                                   |
| Fuente: Oficina Central de Estadísticas de Israel 1 de febrero de 2011 |                                         |                                         |                                         |                                         |                                         |                                         |                                         |                                         |                                         |                                         |                                         |                                         |                                         |
| Fuente n.º 2: Israel Meteorological Service                            |                                         |                                         |                                         |                                         |                                         |                                         |                                         |                                         |                                         |                                         |                                         |                                         |                                         |

### Flora y fauna
La ciudad conserva partes de la naturaleza tales como los bosques naturales de roble en el parque nacional Monte Carmelo. La rica flora del Carmelo se debe a su clima específico, formado por las diferentes corrientes oceánicas locales.
Entre la flora se incluye la coscoja, el madroño y el Rhamnus frangula. La sierra del Carmelo es también excepcional, ya que es el único sitio donde se encuentra el Pino de Jerusalén en Israel. Entre las flores, por ejemplo, está el deslumbrante lirio blanco y diversas representantes de la anémona, ciclamen y orquídeas.
En la cordillera del Carmelo se encuentra la reserva natural Hai Bar Carmel, donde la organización Hai Bar trata de recuperar las plantas silvestres y las especies animales que antes se reproducían libremente en la Tierra de Israel, como también especies que actualmente corren peligro de extinción. Las aves representativas son el buitre leonado, el águila de cola blanca y el alimoche. Los representantes mamíferos como el gamo mesopotámico, la gacela israelí y el corzo. Entre los anfibios se encuentra la salamandra.

## Historia
Haifa es mencionada por vez primera en los textos escritos (incluyendo el Talmud) en el siglo III a. C., como una pequeña aldea cercana a Shikmona, la población principal de la zona en aquel tiempo. Tras conocer la dominación seléucida, macabea y romana, fue controlada por los bizantinos tras la escisión del Imperio romano. Fue conquistada varias veces por los persas sasánidas antes de ser sometida por la expansión árabe.

### Periodo musulmán temprano
Tras la conquista árabe de Palestina en las décadas de 630 y 640, Haifa quedó en gran medida relegada en favor de la ciudad portuaria de Acre. Bajo el califato Rashidun, Haifa comenzó de nuevo a desarrollarse.
En el siglo IX, durante los califatos omeya y abasí, Haifa estableció relaciones comerciales con puertos egipcios y presumía de tener varios astilleros. Sus habitantes, tanto árabes como judíos, participaban del comercio marítimo. La producción de cristal y la fabricación de tintes a partir de caracolas marinas eran las industrias más lucrativas de la ciudad.

### Las Cruzadas y los periodos ayubí y mameluco
La prosperidad de Haifa tocó a su fin entre los años 1100 y 1101, cuando la ciudad fue sitiada por tierra y mar por cristianos europeos tras el fin de la Primera Cruzada. Tras una encarnizada batalla contra los habitantes judíos y la guarnición fatimí, los cruzados tomaron la ciudad. La mayor parte de la población por aquella época era judía. Bajo dominio cruzado, Haifa quedó reducida a una pequeña fortaleza costera perteneciente al Principado de Galilea, dentro del Reino de Jerusalén. Tras su victoria en la batalla de los Cuernos de Hattin, el ejército ayubí de Saladino capturó Haifa a mediados de julio de 1187 y destruyó la fortaleza cruzada. Cuatro años después, en 1191, los cruzados volvieron a tomar Haifa bajo el mando de Ricardo I de Inglaterra. En el siglo XII, una serie de ermitaños comenzaron a habitar las cuevas del Monte Carmelo y en el siglo XIII formaron una nueva orden monástica: los Carmelitas. Bajo dominio musulmán, la iglesia que habían construido en el Monte Carmelo se transformó en una mezquita y, posteriormente, en un hospital. En el siglo XIX sería restaurada como monasterio carmelita y conocido como el monasterio de Stella Maris. El altar de la iglesia actual se erige sobre una cueva asociada con el profeta Elías.
En 1265, el ejército del sultán mameluco Baibars capturó Haifa y destruyó sus fortificaciones (que habían sido reconstruidas por el rey Luis IX de Francia) y la mayoría de las casas de la ciudad para evitar la vuelta de los cruzados europeos. Desde la conquista mameluca hasta el siglo XV, Haifa fue una pequeña aldea sin fortificaciones o estuvo deshabitada. En diversos momentos durante este periodo, unos pocos judíos vivieron allí y tanto judíos como cristianos realizaban peregrinajes hasta la cueva de Elías en el Monte Carmelo. Durante el periodo de dominio mameluco en el siglo XIV, al-Idrisi escribió que Haifa servía como puerto de Tiberíades y que poseía "un buen puerto para el anclaje de galeras y otros navíos".

### Periodo otomano
Haifa probablemente estaba deshabitada cuando el Imperio otomano conquistó Palestina, en 1516. Las primeras noticias de su reasentamiento aparecen en una descripción del viajero alemán Leonhard Rauwolf, que visitó Palestina en 1575. En 1596, Haifa aparecía en los registros de impuestos otomanos como perteneciente a la nahiya de Sahil Atlit, dentro del liwa de Lajjun. Tenía una población de 32 familias musulmanas y pagaba impuestos por trigo, cebada, cultivos de verano, olivos, cabras y panales de abejas. Haifa es mencionada posteriormente en los relatos de otros viajeros como una aldea empobrecida y medio en ruinas con un puñado de habitantes. La expansión del tráfico comercial entre Europa y Palestina en el siglo XVII supuso el resurgir de Haifa como un puerto floreciente y la llegada de más barcos a la ciudad en detrimento de Acre.
En 1742, Haifa aún era una pequeña aldea con una comunidad judía compuesta principalmente por inmigrantes de Marruecos y Argelia y una sinagoga. Tenía unos 250 habitantes hacia 1764-1765. Por aquel entonces se encontraba en Tell el-Semak, sitio del antiguo Sycaminum.
En 1761, el gobernador beduino de Acre, Zahir al-Omar, arrasó la antigua población, para reconstruirla y dotarla de una muralla. Este evento ha sido señalado como el principio de la era moderna de la ciudad. Según el historiador Moshe Sharon, la nueva Haifa fue creada en 1769 por al-Omar, el gobernante árabe de Acre y la Galilea. Tras la muerte de al-Omar en 1775, la ciudad permaneció bajo la dominación otomana hasta 1918, con la conquista de la zona por el ejército británico durante la Primera Guerra Mundial. Durante ese lapso de tiempo permaneció bajo control otomano excepto por dos cortos periodos.
En 1799, Napoleón Bonaparte conquistó Haifa durante su infructuosa campaña para conquistar Palestina y Siria, aunque pronto tuvo que retirarse; en un discurso al final de la campaña, Napoleón se enorgulleció de haber arrasado las fortificaciones de "Kaïffa" (que era el nombre de la ciudad en aquella época) junto con las de Gaza, Jaffa y Acre. 
Entre 1831 y 1840, la ciudad estuvo bajo el control del virrey egipcio Mehmet Alí, después de haber sido conquistada por su hijo Ibrahim bajá. Cuando terminó la ocupación egipcia, coincidiendo con el declive del puerto de Acre, la importancia de Haifa comenzó a crecer. En los años que siguieron a la guerra de Crimea (1853-1856) se establecieron algunos consulados europeos en la ciudad para asistir a los peregrinos y misioneros occidentales. En 1858, la ciudad amurallada de Haifa se encontraba superpoblada y comenzaron a construirse las primeras casas extramuros sobre la ladera de la montaña. El Estudio de Palestina Occidental, realizado por el Fondo para la Exploración de Palestina británico, calculaba en 1859 que la población de la ciudad rondaba los 3000 habitantes. A mediados del siglo XIX, el núcleo ferroviario, industrial y portuario de Haifa era uno de los principales motores industriales de la Palestina otomana. En la ciudad "no había más fricciones de las que son normales entre vecinos".
Haifa siguió siendo una ciudad mayoritariamente musulmana durante el siglo XIX, tiempo en el que seguía existiendo una pequeña comunidad judía en la ciudad. En 1798, el rabino Najman de Breslev celebró el Rosh HaShana con la comunidad judía de Haifa. En 1839, la población judía alcanzaba los 124 habitantes. Debido a la creciente influencia de los monjes carmelitas, la población cristiana de Haifa también creció por aquellos tiempos. Hacia 1840, aproximadamente el 40 % de los habitantes de la ciudad eran árabes cristianos.

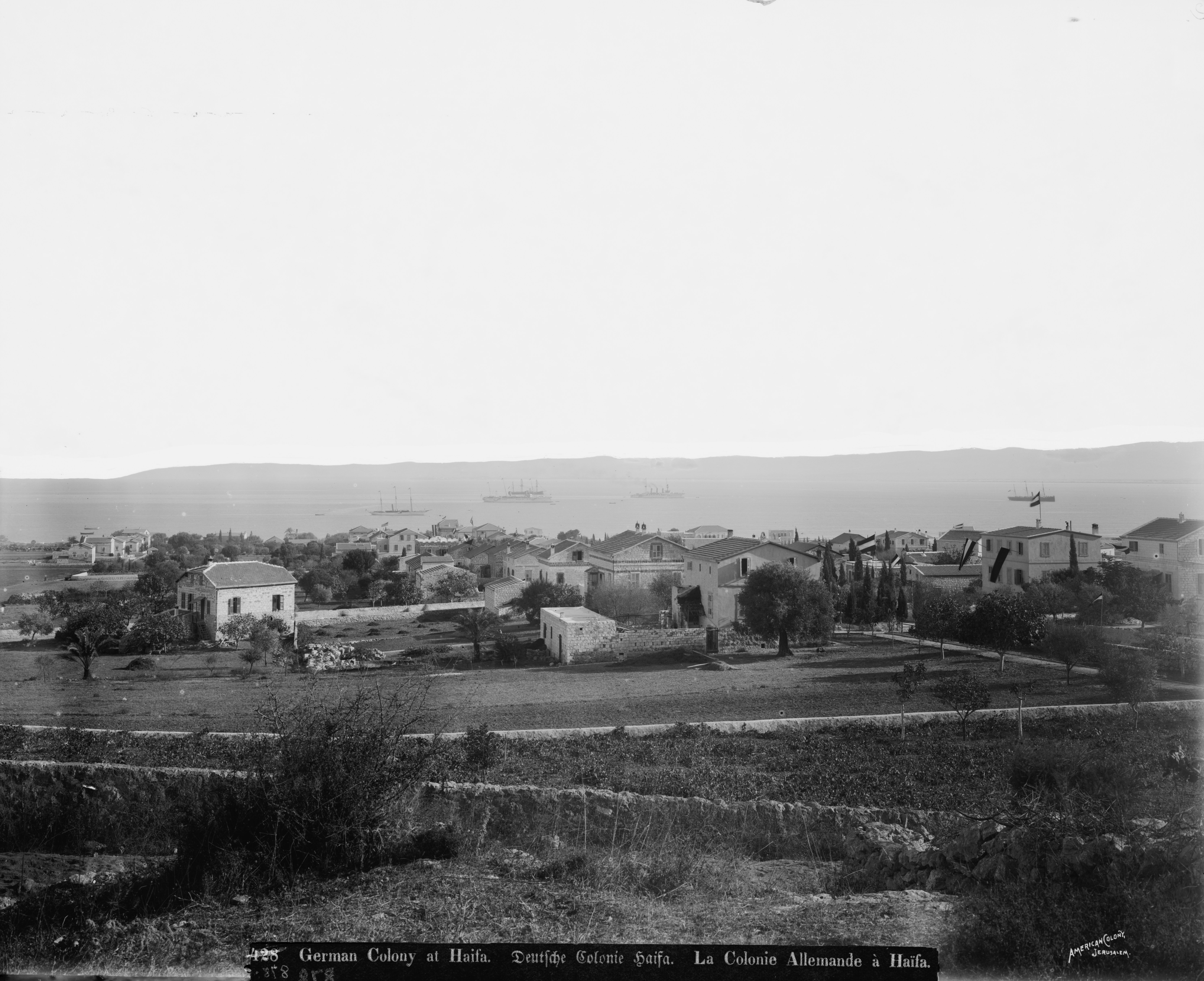
Colonia Alemana a finales del.

En 1868, la llegada de visitantes mesiánicos alemanes (muchos de los cuales templarios) que se asentarían en lo que hoy se conoce como la Colonia Alemana fue un punto de inflexión en el desarrollo de Haifa. Los templarios construyeron una central energética propulsada por vapor, abrieron fábricas e inauguraron servicios de carruajes hacia Acre, Nazaret y Tiberíades, lo que supuso un factor clave en la modernización de la ciudad.
La primera gran ola de inmigración judía hacia Haifa tuvo lugar a mediados del siglo XIX y tuvo su origen en Marruecos, a la que se sumó una pequeña oleada proveniente de Turquía unos años después. En la década de 1870, grandes cantidades de inmigrantes judíos y árabes llegaron a Haifa atraídos por la creciente prosperidad de la ciudad. La comunidad judía consistía ya la octava parte de la población y estaba compuesta casi en su totalidad por inmigrantes marroquíes o turcos que vivían en el barrio judío, ubicado en la zona oriental de la ciudad. La continua llegada de inmigrantes judíos hizo que aumentase gradualmente la población judía de Haifa, incluido un pequeño número de familias asquenazís, la mayoría de las cuales abrió hoteles para los inmigrantes judíos que llegaban a la ciudad. En 1875, la comunidad judía de Haifa elaboraba su propio censo, que estimaba la población judía de la ciudad en unos 200 habitantes.

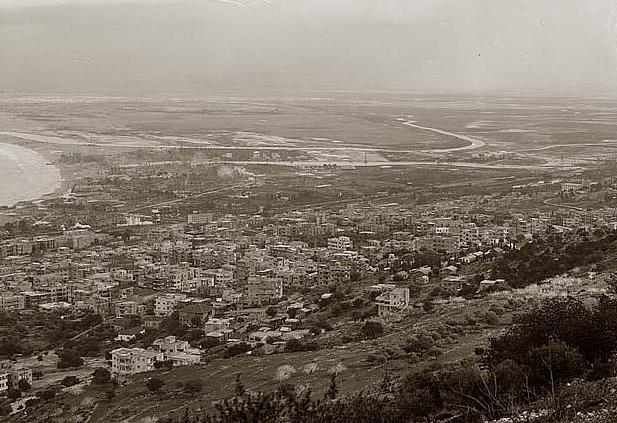
Haifa en 1898.

La primera aliyá de finales del siglo XIX y la segunda aliyá de comienzos del siglo XX supuso la llegada de un considerable número de inmigrantes judíos, sobre todo de Europa del Este. En concreto, un importante número de inmigrantes judíos provenientes de Rumanía se asentó en Haifa en la década de 1880, en el contexto de la primera aliyá. La Sociedad Central de Colonización Judía de Rumanía compró unos 4 km² de terrenos cerca de Haifa. Los nuevos habitantes judíos de la ciudad contrataron a los antiguos campesinos árabes para enseñarles sus conocimientos agrícolas. La población judía creció de 1500 habitantes en el año 1900 a cerca de 3000 en vísperas de la Primera Guerra Mundial.
En 1909, los restos de Báb, fundador del babismo y predecesor de Baha'ullah, fueron trasladados desde Acre hasta Haifa, donde fueron enterrados en un santuario construido en el monte Carmelo. Esto hizo que la ciudad adquiriese una enorme importancia para el bahaísmo, ya que sus fieles consideran este santuario como el segundo lugar más sagrado de la Tierra, solo por detrás del santuario de Baha'ullah en Acre. Su ubicación exacta en el Monte Carmelo había sido indicada por el propio Baha'ullah a su hijo mayor, ʻAbdu'l-Bahá, en 1891. ʻAbdu'l-Bahá planificó su estructura, que fue diseñada y completada años después por su nieto, Shoghi Effendi. Los restos de ʻAbdu'l-Bahá fueron enterrados en una sala aparte en noviembre de 1921.
A comienzos del siglo XX, Haifa comenzó a destacar como ciudad con puerto industrial y como centro de población en crecimiento. Una rama del ferrocarril del Hiyaz, conocida como el ferrocarril del Valle de Jezreel, se construyó en la ciudad entre 1903 y 1905. El ferrocarril aumentó el volumen de comercio de la ciudad y atrajo trabajadores y mercaderes extranjeros. En 1908 apareció en Haifa una de las primeras publicaciones de Palestina, el semanario Al-Karmil, fundado por Najib Nassar, un palestino cristiano ortodoxo. En 1912 comenzó a construirse el Instituto Tecnológico Technion, una escuela técnica judía que posteriormente se convertiría en una de las mejores universidades de Israel, si bien las clases no empezaron hasta 1924. Los judíos de Haifa también fundaron numerosas fábricas e instituciones culturales.

### Primera Guerra Mundial
Haifa fue conquistada a los otomanos en septiembre de 1918 por soldados de la caballería hindú armados con lanzas y espadas que servían en el Ejército Británico, después de rebasar las posiciones turcas. El 22 de septiembre, las tropas británicas se dirigían a Nazaret ya que Haifa era un objetivo secundario para el ejército británico, cuando un informe de reconocimiento fue recibido según el cual los turcos salían de Haifa. Los británicos estaban haciendo preparativos para entrar en la ciudad cuando fueron atacados allí donde hoy se encuentra Nesher. Después de que los británicos se reagruparon, una unidad de élite de jinetes indios fue enviada a atacar las posiciones turcas en los flancos y rebasado sus piezas de artillería en el Monte Carmelo.

### Mandato británico de Palestina

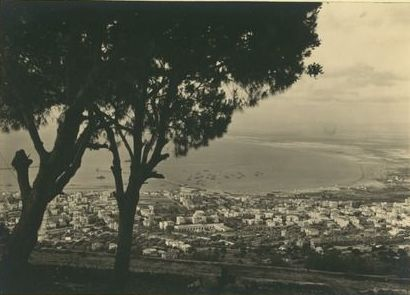
Haifa (1925-1937)

La crisis de 1929 se hizo notar en Haifa, donde la "ciudad de latón" albergaba a unos 11 000 trabajadores árabes en "chozas hechas con viejos barriles de petróleo, sin ningún tipo de abastecimiento de agua ni los más básicos servicios sanitarios". En 1929, debido a la presión de un breve boicot árabe, muchos comerciantes judíos de Haifa emigraron a barrios predominantemente judíos de la ciudad o a Tel Aviv. De igual manera, los árabes dejaron los barrios judíos para mudarse a zonas de mayoría árabe. Ese mismo año, la pequeña comunidad de pescadores judíos de Acre, originarios de Salónica, se trasladó a Haifa. Bajo el mandato británico de Palestina, Haifa se convirtió en una ciudad portuaria industrial. El ferrocarril Hedjaz y el Technion se construyeron en esa época.

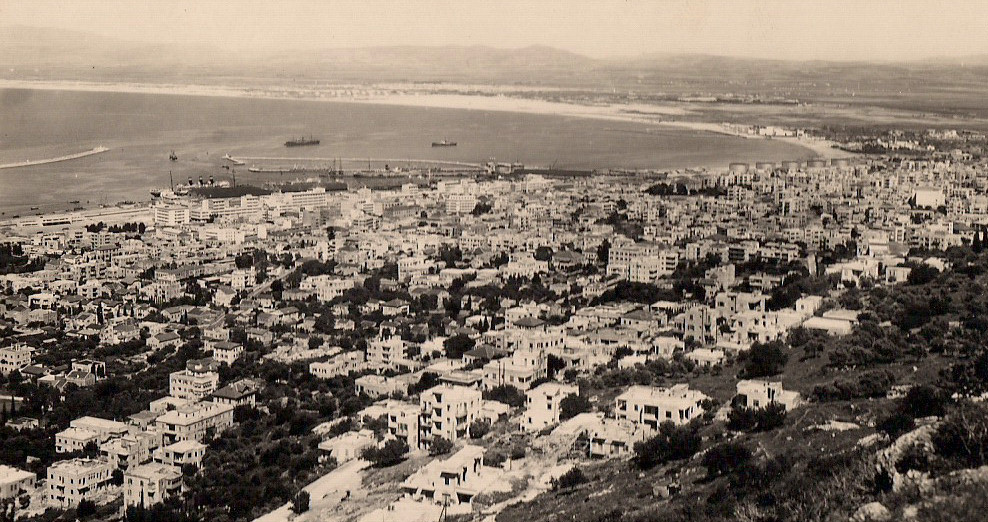
Panorámica de Haifa en 1930.

En 1932 hubo manifestaciones en la ciudad para protestar por el decimoquinto aniversario de la Declaración Balfour. Por esa época, los inmigrantes judíos ya suponían la mitad de la población de la ciudad, lo que hizo que el partido nacionalista palestino Istiqlal se hizo fuerte aquí y, de hecho, fue en Haifa donde celebraron su primer mitin. En octubre de 1933 hubo grandes protestas palestinas en Haifa contra las oleadas de inmigrantes judíos y contra las políticas de las autoridades británicas; cuando los manifestantes se negaron a desmovilizarse, la policía abrió fuego contra ellos, mató a 26 personas e hirió a otras doscientas. En 1945 la población estaba conformada de un 53 % de árabes y 47 % judíos.
El 29 de noviembre de 1947, la Asamblea General de la ONU adoptó la resolución 181 II, que estableció la partición del Mandato británico de Palestina en dos Estados, uno judío y otro árabe, dejando el área metropolitana de Jerusalén bajo mandato internacional como un corpus separatum. Haifa quedó emplazada en el territorio asignado al futuro Estado judío. Sin embargo, esta resolución de la ONU agitó las tensiones entre las poblaciones árabe-palestina y judía y generó una auténtica guerra civil en el Mandato británico de Palestina. El 30 de diciembre, miembros del grupo paramilitar judío Irgún lanzaron granadas a un grupo de trabajadores árabes palestinos en la refinería de petróleo de Haifa y causaron la muerte de once de ellos. Enfurecidos, los trabajadores árabes se vengan matando a treinta y nueve trabajadores judíos de la misma refinería, resultando también muertos seis trabajadores árabes palestinos. Este ataque y otros similares por todo el territorio del Mandato provocaron la huida en masa de la población árabe palestina; a finales de enero de 1948, se calcula que unos 20.000 árabes palestinos habían abandonado sus hogares en Haifa. En marzo de 1948, una serie de coches bomba causaron numerosas víctimas entre los habitantes de Haifa, tanto árabes como judíos. El 22 de abril, miles de palestinos huyeron de sus hogares en Haifa bajo el fuego de mortero de la Haganá; muchos se dirigieron al puerto para coger un barco hacia Beirut o Acre. En el caos resultante, algunos barcos atestados de gente se hundieron. Al día siguiente entraron en la ciudad las fuerzas de la Brigada Carmeli. El 15 de mayo de 1948, un día después de que David Ben Gurión declarase la independencia de Israel, el Alto Comisionado Cunningham abandonó Haifa en una lancha de la marina británica, lo que señaló el fin del mandato británico de Palestina.

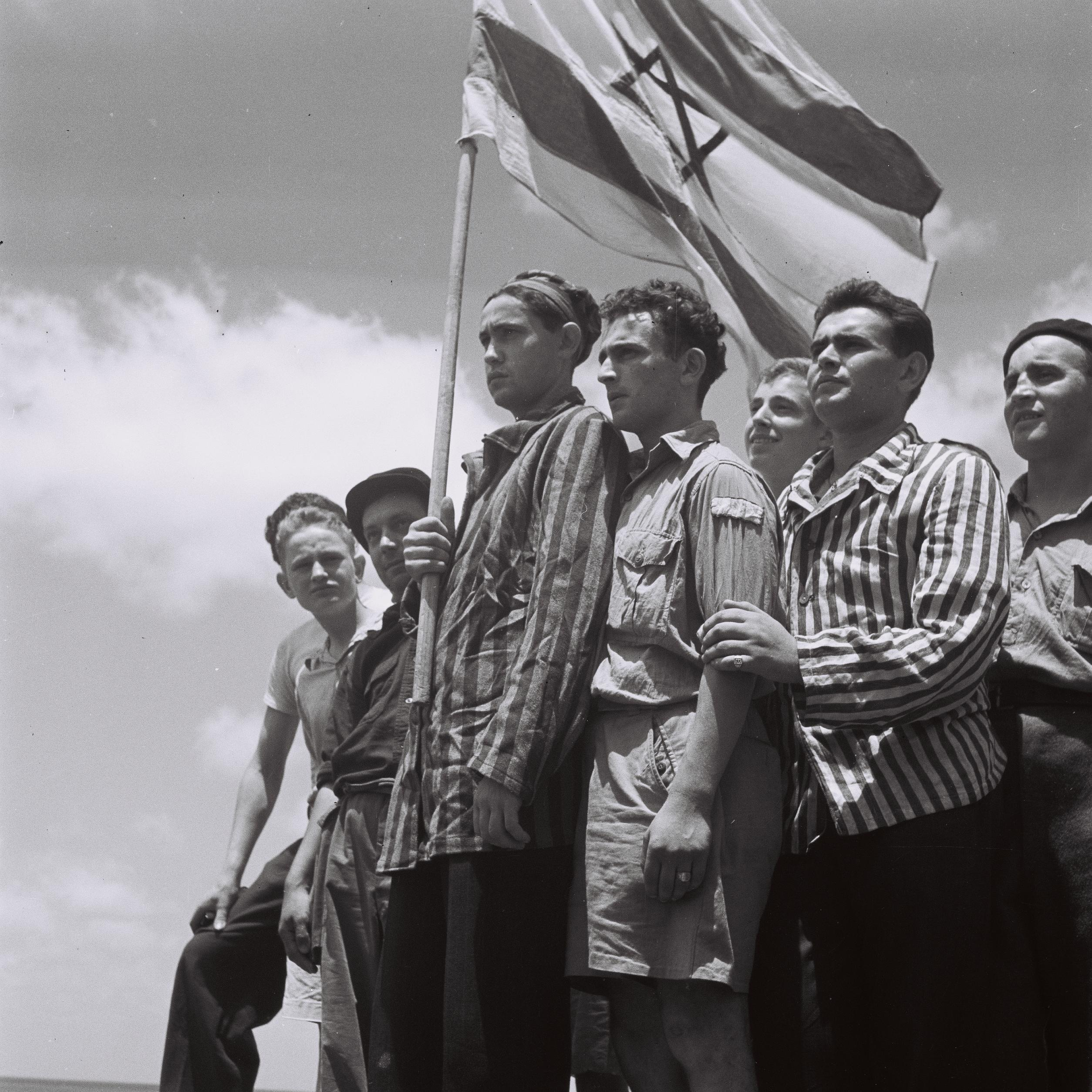
Sobrevivientes de Buchenwald arriban a Haifa, donde serían arrestados por los británicos, 15 de julio de 1945.

### Guerra de la Independencia de Israel
Debido a que se trataba del principal puerto del mandato británico de Palestina, Haifa fue objetivo principal de judíos y árabes y escenario de violentos enfrentamientos entre ambos bandos, apostados en torno al monte Carmelo, durante la guerra árabe-israelí de 1948. A raíz de este conflicto, en el contexto de un proceso conocido por los palestinos como la Nakba, la población árabe palestina de Haifa pasó de 70 000 a 3500 habitantes.

### Establecimiento del Estado de Israel

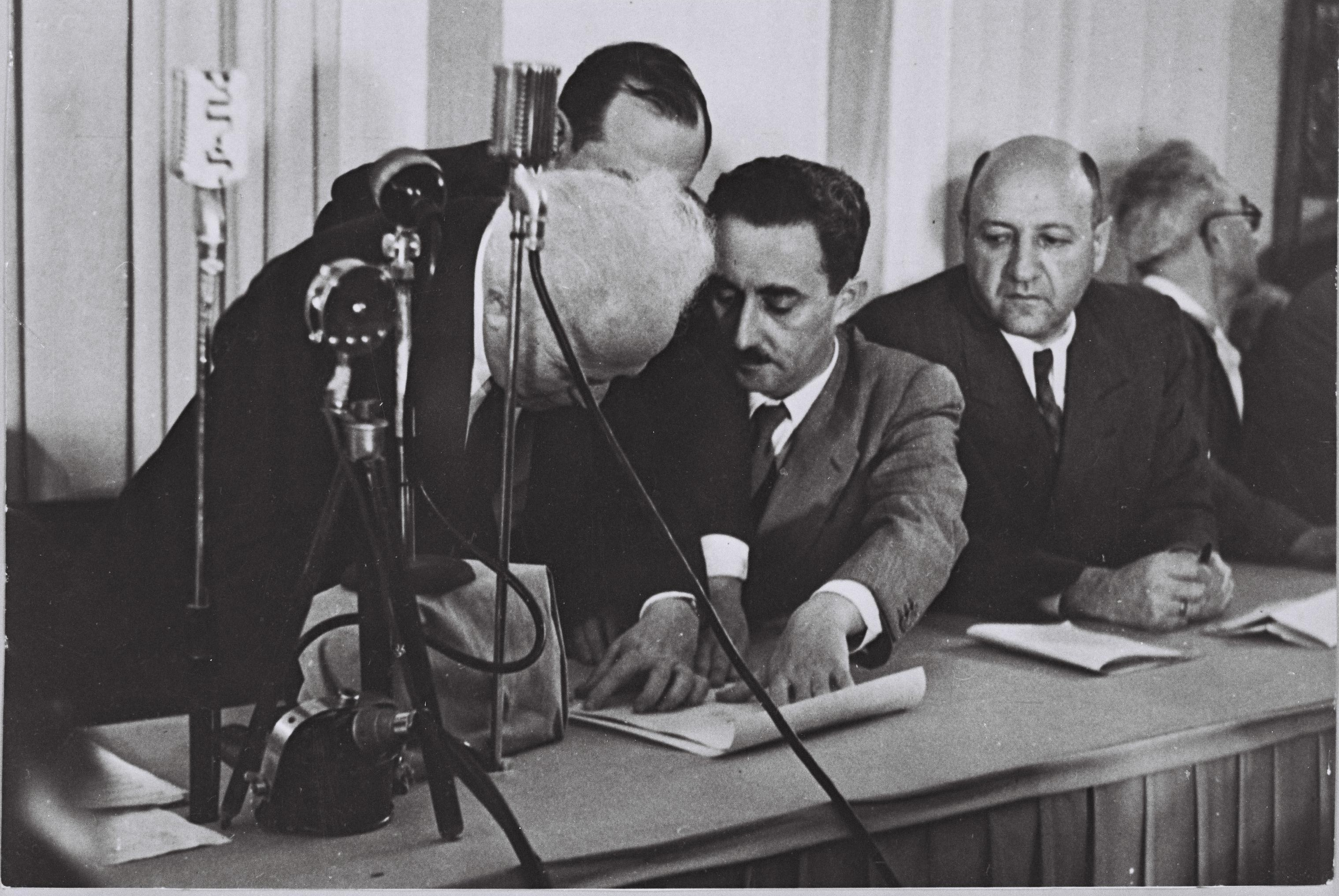
Ben Gurion (izquierda) firmando la declaración de independencia.

Después de que el Estado de Israel declaró su independencia el 14 de mayo de 1948, la ciudad jugó un papel importante como puerta de entrada a la inmigración judía a Israel. Después de la guerra de la Independencia de Israel, miles de estos inmigrantes fueron reubicados, y por lo tanto se debieron construir nuevos barrios para ellos, como Kiryat Haim, Ramot Remez, Ramat Shaul, Kiryat Sprinzak  y Kiryat Eliezer.
En el período de posguerra fue construido el Hospital Bnai Zion (antes llamado Rothschild) y también la Sinagoga Central en el distrito de Hadar Ha-Karmel. En 1953 un plan maestro fue creado para el transporte y el diseño arquitectónico en el futuro para el desarrollo de la ciudad.
Desde entonces, el desarrollo de la ciudad ha sido constante, creciendo alrededor del Monte Carmelo, y gozando en la actualidad de una fisonomía cosmopolita y de una amplia diversidad de actividades industriales (textil, alimentación, confección, cemento, vidrio, química), en 1956 además se construyó el Carmelit, el único ferrocarril metropolitano de Israel.
A principios de los años 1970 la población de Haifa alcanzó los 200 000 habitantes. La inmigración masiva de la ex Unión Soviética llevó a la ciudad un adicional de 35 000 personas. En 2006 durante la segunda guerra del Líbano, la ciudad sufrió el impacto de 93 cohetes de Hezbolá, matando a once civiles. Estos ataques con cohetes, en la que fue golpeado y las refinerías de petróleo local, llevó al desplazamiento de casi la mitad de la población durante la primera semana de la guerra.

## Demografía
Haifa tiene una población de 266 300. Según la Oficina Central de Estadísticas de Israel, los ciudadanos árabes de Israel constituyen el 9 % de la población de Haifa, la mayoría vive en los barrios Wadi Nisnas, Abbas y Halissa.
| Haifa. Gráfica de población. 1800-2010 |
|                                        |
| División menor: 12500 habitantes.      |

Haifa es la tercera mayor ciudad de Israel con 103 000 hogares. La ciudad tiene una población de edad avanzada en comparación con Tel Aviv y Jerusalén, por causa de la migración de jóvenes al centro del país por motivos de estudio y empleo, mientras que las familias jóvenes emigraron a las ciudades dormitorio de los suburbios.

### Comunidades religiosas y étnicas
| Composición religiosa de Haifa | Composición religiosa de Haifa | Composición religiosa de Haifa | Composición religiosa de Haifa | Composición religiosa de Haifa |
| ------------------------------ | ------------------------------ | ------------------------------ | ------------------------------ | ------------------------------ |
| Religión                       | Religión                       |                                | Porcentaje                     | Porcentaje                     |
| Judaísmo                       | Judaísmo                       |                                | 80 %                           | 80 %                           |
| Cristianismo                   | Cristianismo                   |                                | 16 %                           | 16 %                           |
| Islam                          | Islam                          |                                | 4 %                            | 4 %                            |
| Fuente: Urban Economics        |                                |                                |                                |                                |

Haifa es considerada como un modelo de convivencia entre árabes y judíos en Israel. La población de Haifa está compuesta de 80 % judíos, 16 % árabes y no árabes cristianos y 4 % árabes musulmanes. A medida que los residentes judíos envejecen y los jóvenes emigran de la ciudad, la proporción de cristianos y musulmanes es cada vez mayor. En 2006, el 27 % de la población árabe era de 14 años y menos, en comparación con el 17 % de judíos y otros grupos de población. La tendencia continúa en el grupo de 15 a 29 años, en la cual la población árabe compone el 27 % y el grupo de 30 a 44 años es del 23 %. El porcentaje de población judía y otros en estos grupos de edad son de 22 % y 18 % respectivamente. El 19 % de la población de la ciudad de entre 45 a 59 años está compuesta por judíos y otros, frente al 14 % de población árabe. Esta tendencia continúa con un 14 % de judíos y otros de entre 60 a 74 años de edad y otro 10 % mayores de 75 años, en comparación con el 7 % y sólo el 2 %, respectivamente en la población árabe.
La población judía de Haifa es relativamente secular. En 2006, el 2,9 % de los judíos en la ciudad era Jaredí, frente al 7,5 % a escala nacional. El 66,6 % eran seculares, en comparación con el promedio nacional del 43,7 %.

## Organización territorial: distritos y barrios
La ciudad de Haifa está repartida en nueve distritos, y estos a su vez se dividen en barrios. De acuerdo con la Municipalidad de Haifa la ciudad se divide de la siguiente manera:

### Kiriat Haim + Kiriat Shmuel
Este distrito constituye el 6,5 % del territorio de la ciudad. En 2008 tenía 32 600 habitantes, representando el 12,3 % de la ciudad. El sector está dividido en dos subdistritos: Kiryat Haim, dividido en dos barrios -Kiryat Haim este y Kiryat Haim oeste- y Kiryat Shmuel.

### Mifratz Haifa y Chek Post
Este amplio distrito se extiende desde el norte de la ciudad. En este sector de la ciudad está emplazada la principal zona industrial de Haifa, con muchas fábricas basadas en productos químicos, refinación del petróleo y otros productos peligrosos. Aglutina a su vez los barrios Chalutzei HaTa'asiá en el sector norte de distrito; Lev HaMifratz en el sector sudeste del distrito; y Namal HaKishón en el sector del área portuaria.

### HaIr HaTachtit

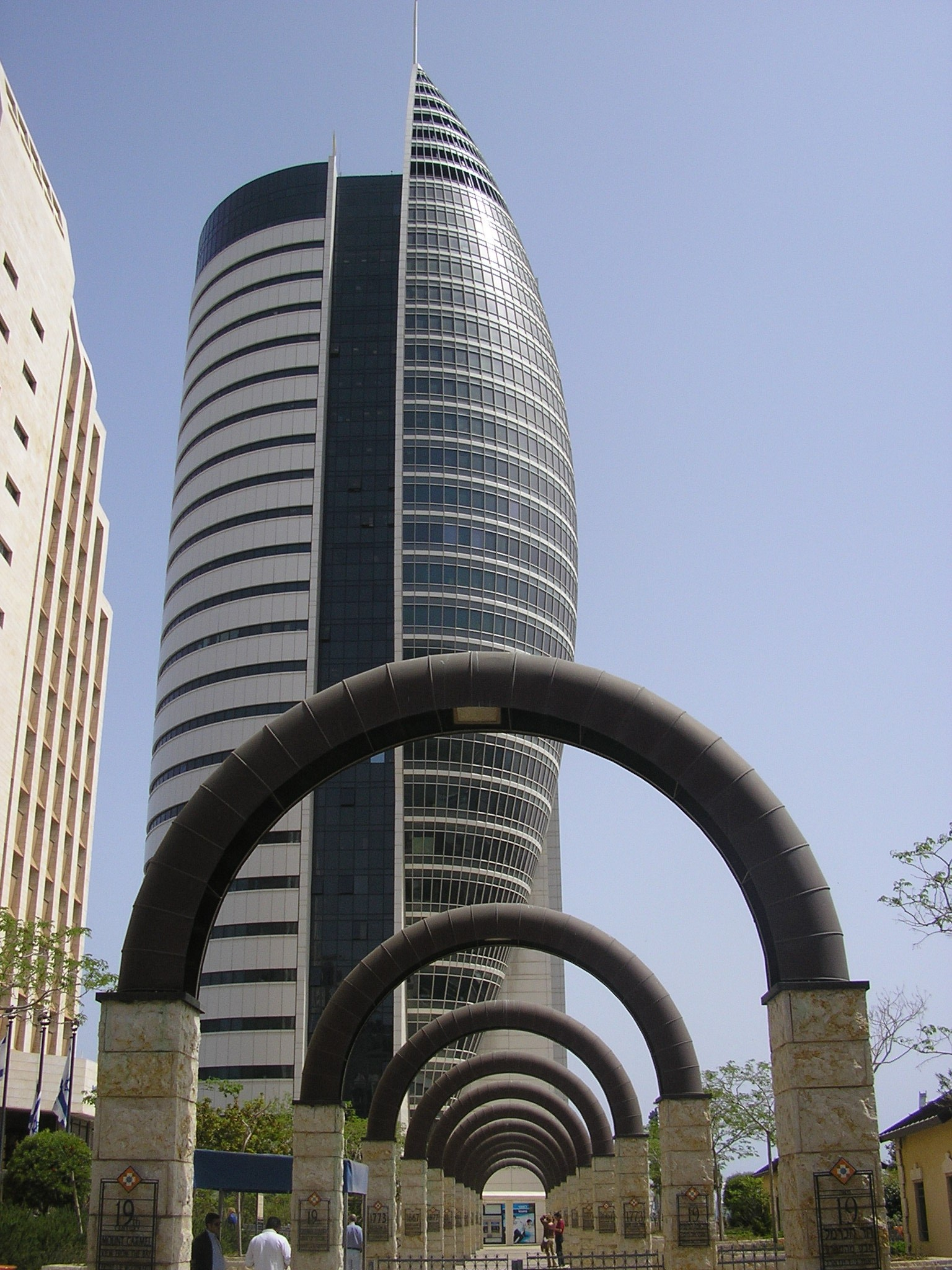
Sail Tower en HaIr HaTachtit

Es el sector más bajo de la ciudad, donde se encuentra el puerto, el principal centro de negocios y zonas residenciales en torno a los barrios Wadi Nisnas, Halisa y Colonia Alemana. En este distrito vive el 4,3 % de la población de Haifa, donde alrededor del 70 % son árabes de diferentes religiones.

### Ma'arav Haifa
Este distrito está habitado por unas 40 000 personas y su área es de 9,76 km². Sus límites son: el mar Mediterráneo al norte y oeste; la Colonia Alemana al noroeste; el barrio HaCarmel al este; y Titat Carmel al sur. La mayoría de los barrios del distrito se encuentran en la llanura costera, hacia las laderas del Monte Carmelo. Se aglutinan en este distrito los barrios Bat Galim, Kiriat Eliezer, Ein HaYam, Kiryat Sprintzak y Shaar HaAliya, Neve David y la zona de esparcimiento en el sur. Al oeste del distrito se encuentra el mayor parque de alta tecnología de Israel, el Matam Park.

### HaCarmel
HaCarmel es un distrito construido a lo largo del sector norte de la cima del Carmel, extendiéndose hacia el oeste. El área es de aproximadamente 7,85 km² y es el distrito más poblado de Haifa, con 45 000 habitantes, que representan aproximadamente el 17 % del total de la población.
HaCarmel fue habitado incluso antes del inicio de las ondas inmigratorias a Israel. En el área se construyeron el barrio alemán Karmelheim, el Monasterio Carmelita de Stella Maris y el faro. El afincamiento judío comenzó a mediados de los años 1920 y se intensificó en la década de 1930, durante la Quinta Aliyá. El distrito HaCarmel alberga los barrios Carmel Mercazí, Carmel Ma'araví, Carmel Tzarfatí y Carmelia-Vardia''.

### Hadar

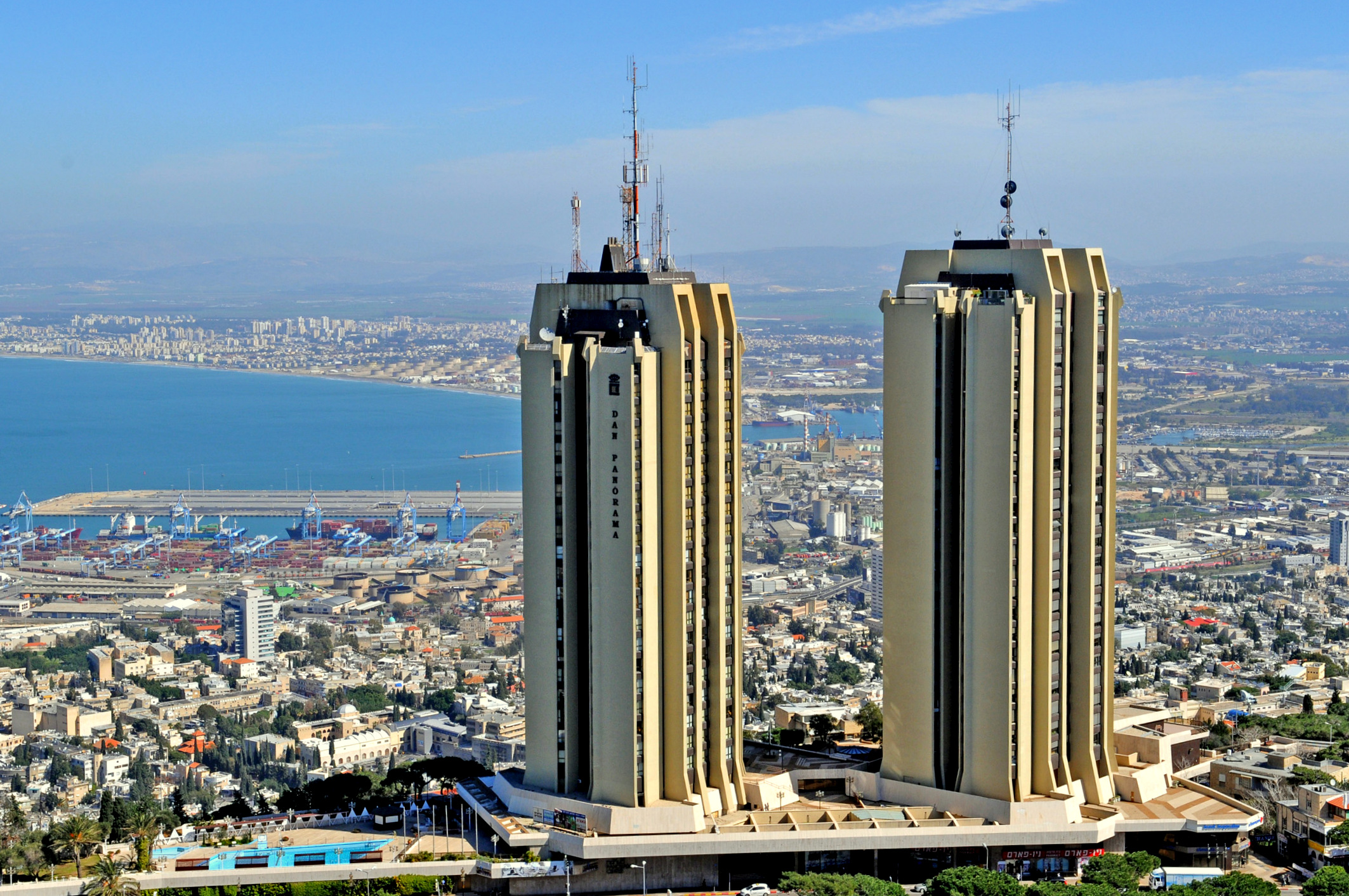
Torres Panorama en Hadar

Su nombre proviene de la palabra hebrea "nehedar" (en hebreo: נהדר‎) que significa "maravilloso". Hadar es el más antiguo de los distritos en el centro de Haifa. Creado como una ciudad jardín, y planificado por Richard Kaufman en 1922, se encuentran en el distrito varios edificios construidos en estilo internacional, influenciado por la escuela del Bauhaus de Alemania. Situado en la ladera norte del Monte Carmelo, entre los distritos HaCarmel y HaIr HaTachtit. El distrito aglutina los barrios Ma'arav Hadar, Hadar Eliyón, Mercaz Hadar y Hadar Mizrach, que a su vez se subdivide en los barrios Yalag, Geula y Ramat Viznitz.

### Neve Sha'anan
Ubicado en el este de Haifa, se extiende desde las laderas inferiores del Monte Carmelo bordeando el campus del Technion. Fue fundado en 1922, y hoy en día consiste principalmente de edificios de apartamentos de 3 o 4 pisos; siendo el resto de tan solo un piso. Algunas de estas últimas están siendo gradualmente demolidas y siendo reemplazadas por edificios de apartamentos de lujo de hasta 4 pisos. Aglutina los barrios Mordot Neve Sha'anan, Neve Sha'anan e Yizre'elia. El centro comercial Grand Kenion está ubicado en este distrito.

### Ramot Neve Sha'anan

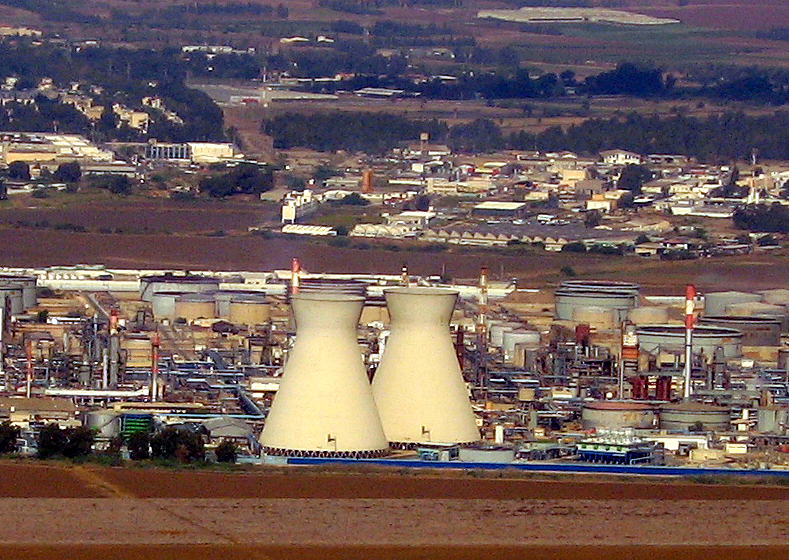
Refinería de petróleo en Mifratz Haifa

Este distrito alberga los barrios Ziv, construido en la década del '30 es el más antiguo del distrito y cuenta con un importante centro comercial (Mercaz Ziv); Ramot Remez, construido a partir de la década del '50; Ramat Alon, Ramat Chen, Ramat Sapir.

### Ramot HaCarmel
Este distrito está construido a lo largo de la cresta del Carmelo, a partir del barrio Carmel Mercazí hasta la pendiente de la Universidad. La población de este distrito se encuentra en un rango de alto nivel socioeconómico, con Hod Hacarmel (Denya) clasificado entre los barrios más exclusivos de Israel. Hay carreteras que conectan este distrito a la zona del Matam Park, las playas. En este distrito se aglutinan los barrios Romemot (Romema HaIeshaná y Romema HaJadashá), Ahuza, Tzir Horev, Tzir Aba Chushi (Hod HaCarmel (Denya), Ramat Golda, Ramat Almogi y Savyonei HaCarmel). En este distrito se encuentra la Universidad de Haifa.

## Organización administrativa y política

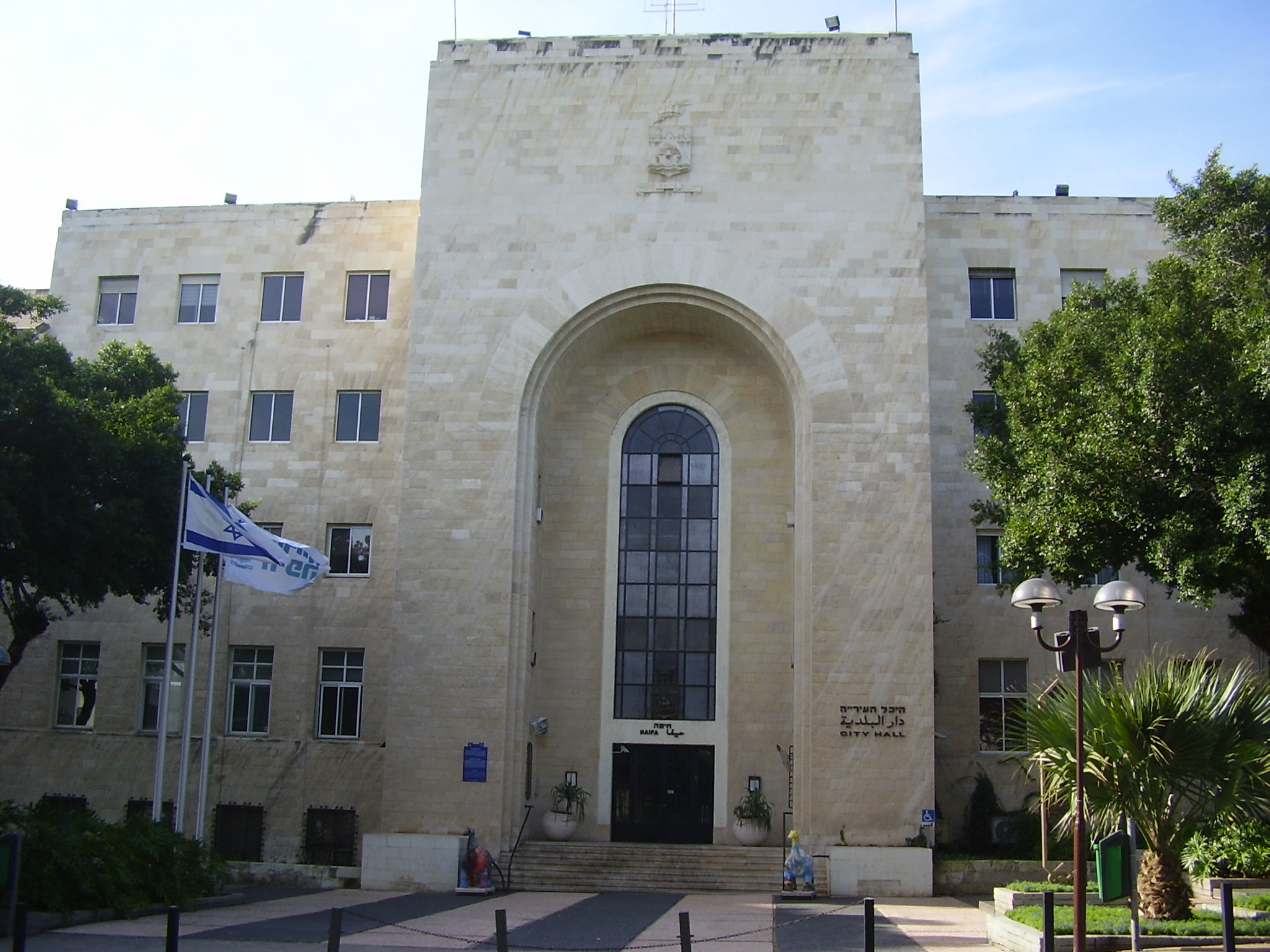
Fachada de la Municipalidad de Haifa

Como ciudad portuaria e industrial, Haifa ha sido tradicionalmente un bastión del Partido Laborista Israelí ("Ha'Avoda"). Debido a la fuerte presencia de trabajadores portuarios y de los sindicatos, se ganó el apodo de "Haifa la roja". Ahora se considera "rosa", porque en los últimos años su radicalismo se ha desvanecido en dirección a un socialismo más moderado, un cambio más hacia el centro, pero aún es conocida como lugar donde trabajadores árabes y judíos celebran una larga historia de amistad.
Hasta 1948, la ciudad de Haifa tuvo una actividad social y política muy singular, habiéndose desarrollado una gran cooperación entre las comunidades árabe y judía de la ciudad, con representantes de los grupos involucrados en la gestión de la ciudad. Entre 1920 y 1927 en el ayuntamiento había seis representantes árabes y dos representantes judíos, con el control árabe de la ciudad. En 1940 fue elegido Shabtai Levy, el primer alcalde judío. Dos de los consejeros de Levy fueron árabes (un musulmán y un cristiano), y el resto de la junta directiva estaba compuesta por cuatro judíos y seis árabes.

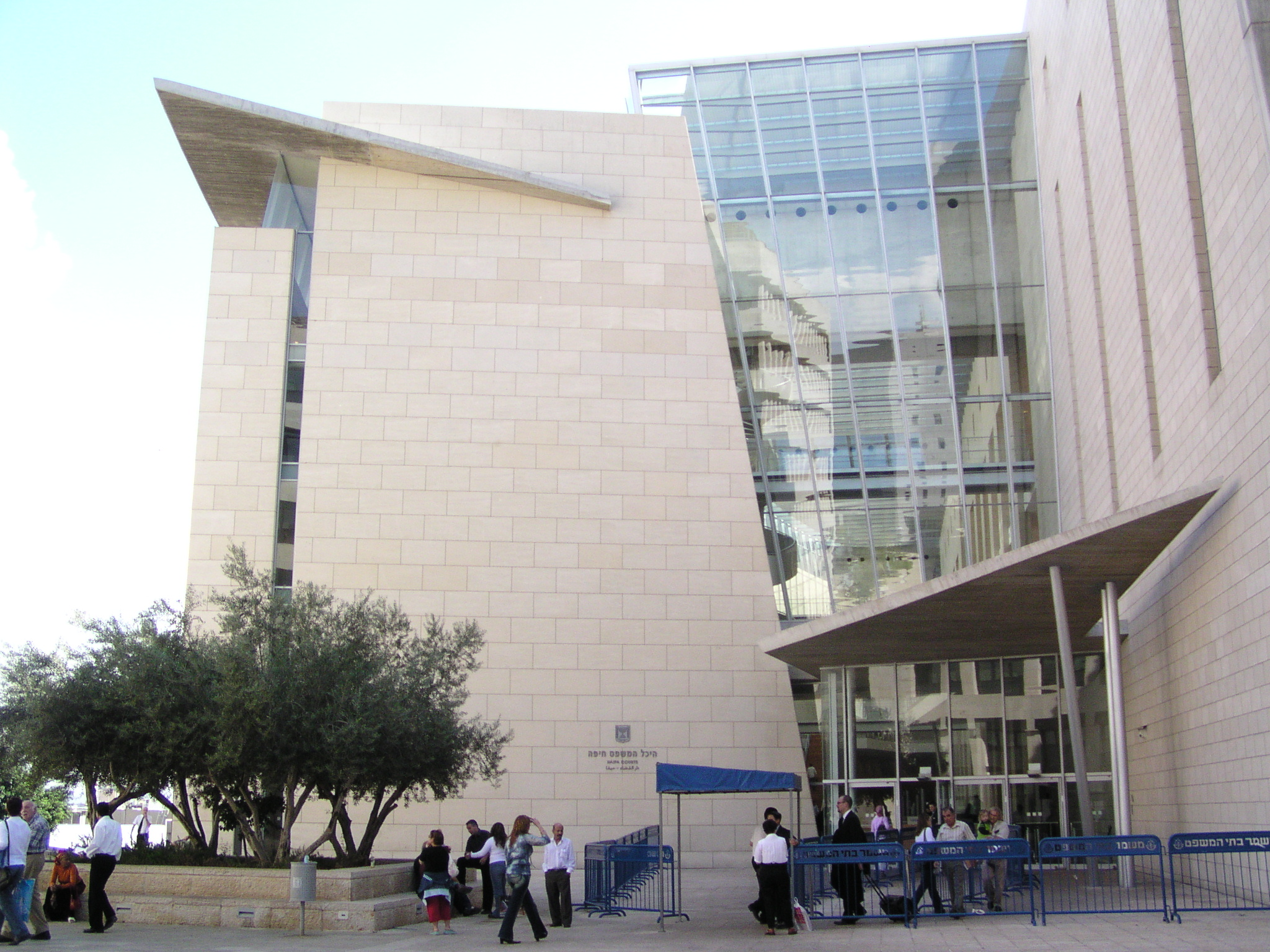
Palacio de Justicia de Haifa

Hoy en día el ayuntamiento de Haifa está integrado por 12 miembros, encabezados por el alcalde Yona Yahav. Los resultados de las elecciones municipales decidieron la composición de la junta, de manera similar a las elecciones del Knesset. El Consejo Municipal es el Consejo Legislativo en la ciudad, y tiene la autoridad para aprobar leyes auxiliares. El XII Gobierno Municipal, que fue elegido en 2003, cuenta con 31 miembros. Muchas de las decisiones adoptadas por el ayuntamiento son el resultado de las recomendaciones formuladas por los diversos comités municipales, que son los comités que órganos no municipales usan para reunirse con representantes de la ciudad. Algunos comités son espontáneos, y otros son obligatorios, como el comité de seguridad, el comité de presupuesto y el comité de finanzas.

### Administración municipal

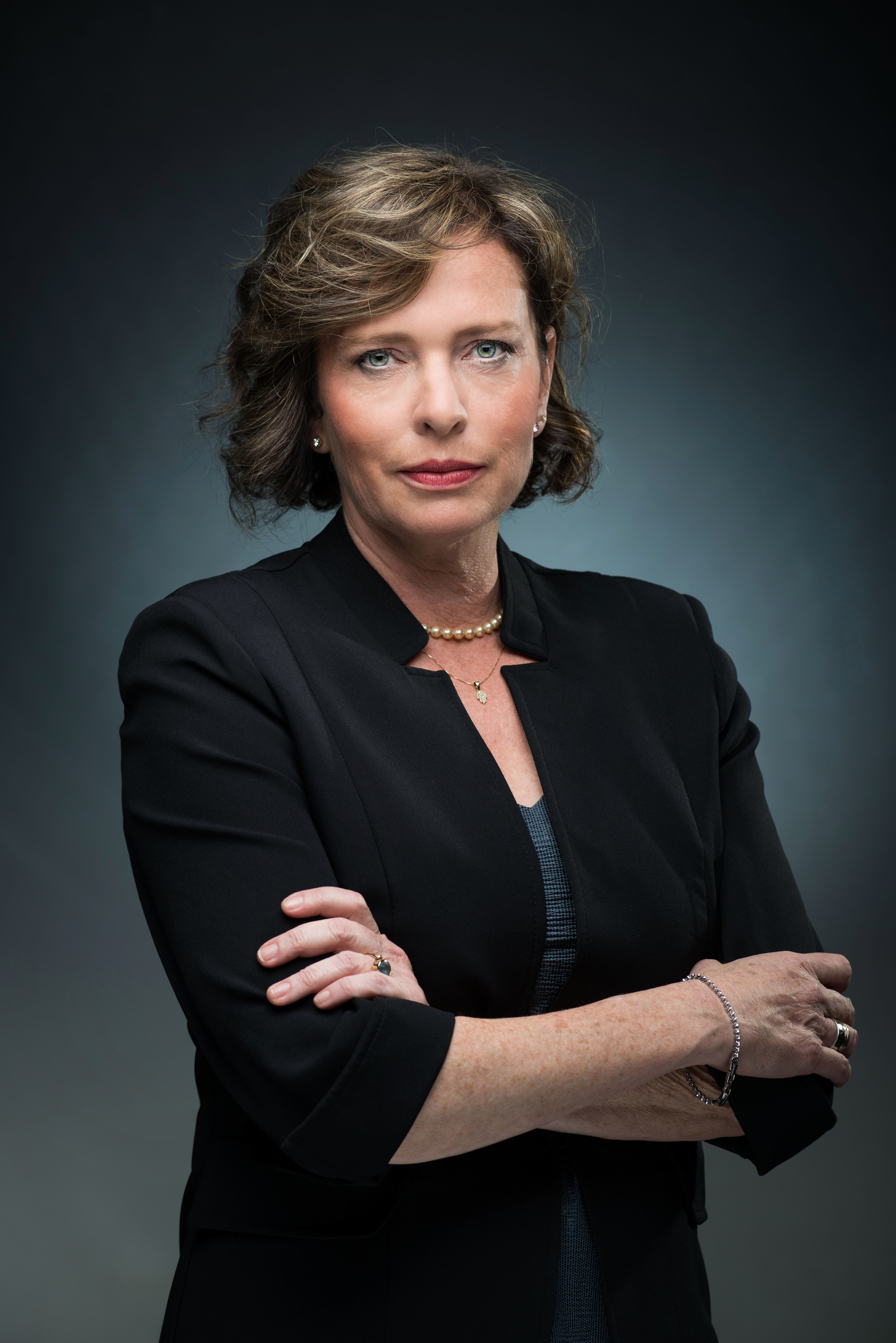
Einat Kalisch-Rotem, alcaldesa de Haifa.

El poder ejecutivo de la ciudad está compuesto por el alcalde, elegido mediante el voto de los residentes de la ciudad para ejercer el cargo durante cuatro años. Su sustituto natural es el vicealcalde.
Las primeras elecciones municipales tras la independencia de Israel se celebraron en 1951. Desde entonces, y hasta 2006, han gobernado la ciudad los partidos representativos de la izquierda israelí, Mapai y luego el Partido Laborista Israelí.
La actual alcaldesa de la ciudad es Einat Kalisch-Rotem, del Partido Laborista.

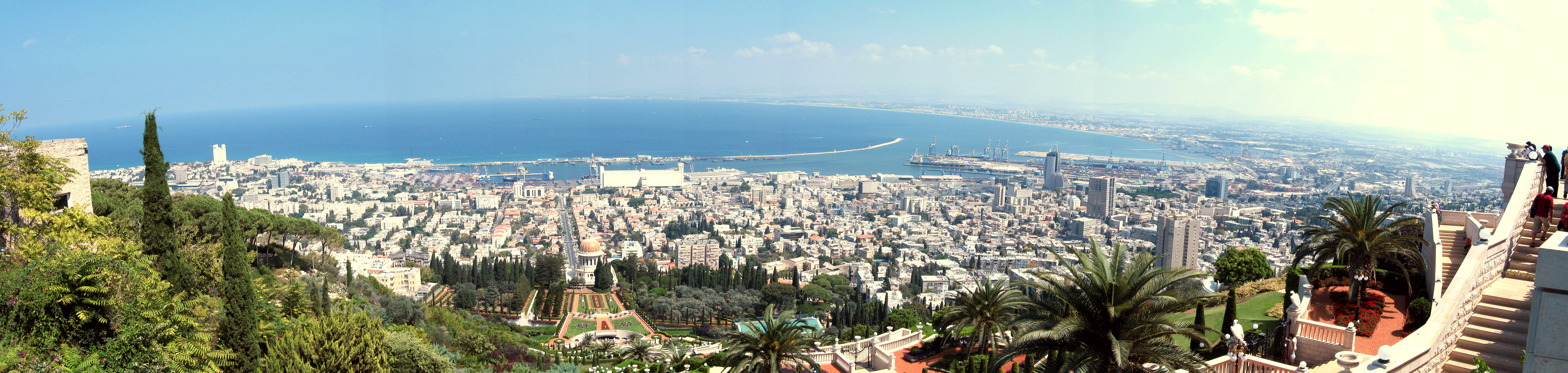
Panorama de Haifa. Vista desde el Monte Carmelo

| Período         | Alcalde             | Partido político |
| --------------- | ------------------- | ---------------- |
| 1940-1951       | Shabtai Levy        |                  |
| 1951-1969       | Abba Hushi          | Mapai            |
| 1969-1973       | Moshe Flimann       | Avodá            |
| 1974-1975       | Yosef Almogi        | Avodá            |
| 1975-1978       | Yeruham Zeisel      | Avodá            |
| 1978-1993       | Arie Gur'el         | Avodá            |
| 1993-2003       | Amram Mitzna        | Avodá            |
| 2003 - interino | Giora Fisher        |                  |
| 2003 - 2006     | Yona Yahav          | Avodá            |
| 2006 - 2018     | Yona Yahav          | Kadima           |
| Desde 2018      | Einat Kalisch-Rotem | Avodá            |

## Economía

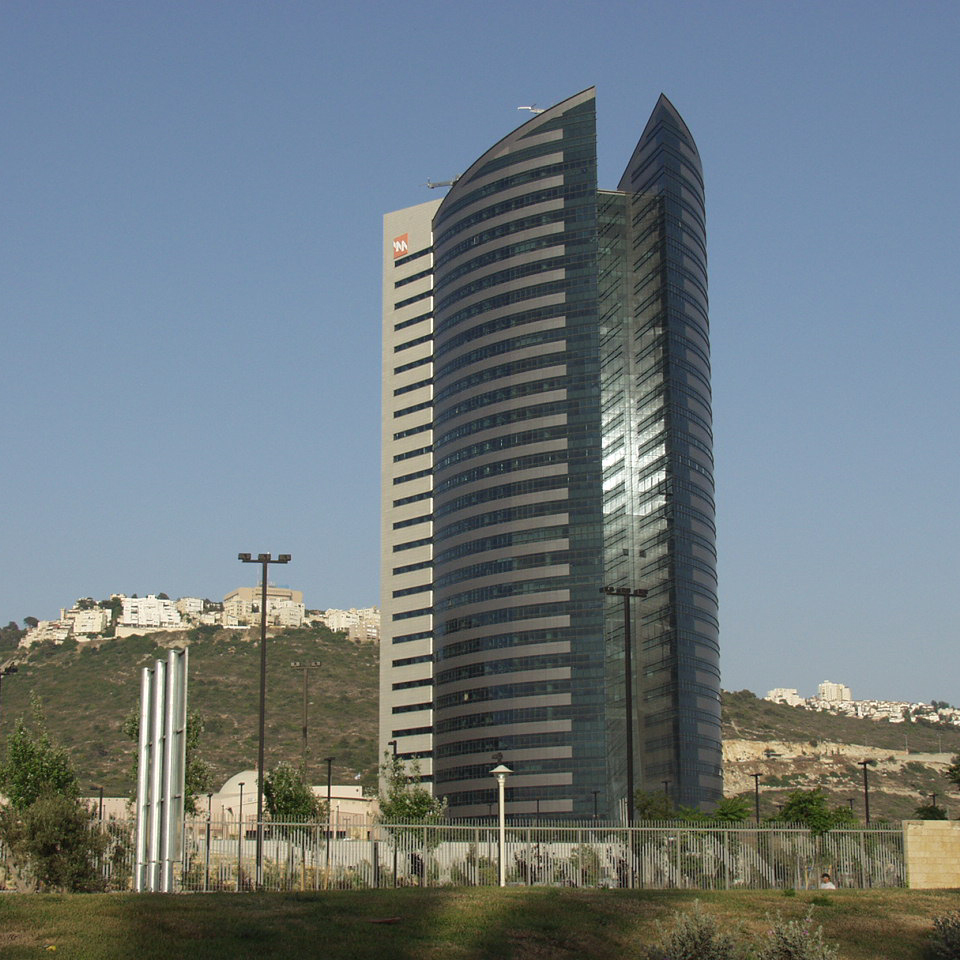
El IEC Tower de la Israel Electric Corporation

La frase «Haifa trabaja, Jerusalén ora y Tel Aviv se divierte» se refiere a la reputación de Haifa como una ciudad de trabajadores. La región industrial de Haifa se encuentra en la parte oriental de la ciudad, alrededor del río Kishon. En Haifa está instalada una de las dos refinerías de petróleo de Israel (la otra está ubicada en Ashdod). La refinería de Haifa procesa 9 millones de toneladas (66 millones de barriles) de petróleo al año. Las torres de refrigeración gemelas de 80 metros de altura, construidas en la década de 1930, fueron los edificios más altos construidos en el período del Mandato Británico.

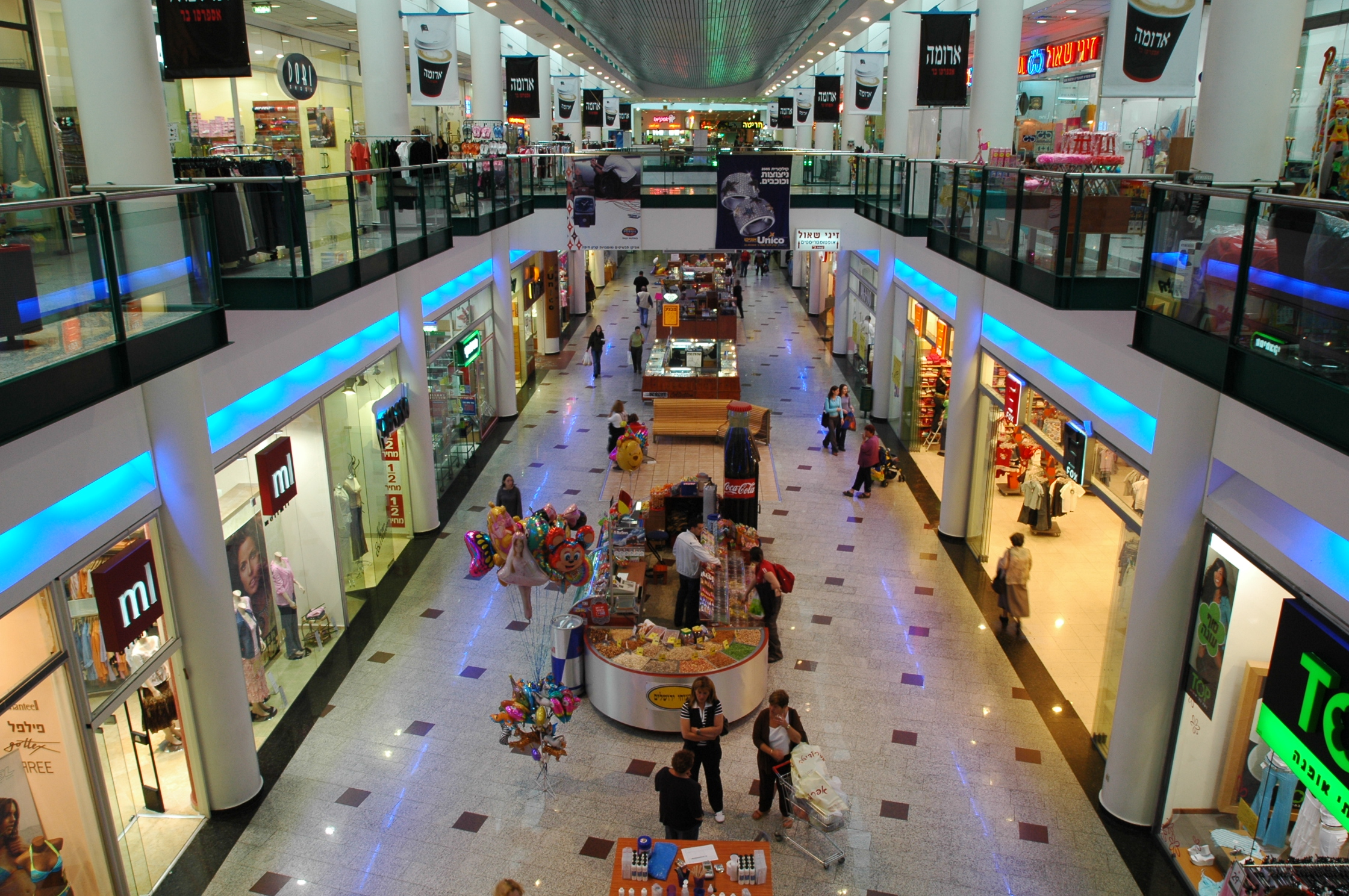
Centro comercial de compras "Kenyon Haifa"

Matam Park (abreviatura de Merkaz Ta'asiyot Mada - Centro de Industrias Científicas), el mayor y más antiguo parque de negocios en Israel, está en la entrada sur de la ciudad, destinado para las instalaciones de fabricación e investigación y desarrollo de un gran número de empresas de alta tecnología israelíes e internacionales como Intel, IBM, Microsoft, Motorola, Google, Yahoo!, Elbit, Zoran, Philips y Amdocs. El campus de la Universidad de Haifa es también el hospedaje de los laboratorios de IBM Haifa.
El puerto de Haifa lidera el tráfico de pasajeros entre los puertos israelíes, así como también es un importante puerto de cargas.
Entre los centros comerciales de Haifa figuran el Hutsot Hamifratz, Horev Center Mall, Panorama Center, Castra Center, Colony Center (Lev HaMoshava), Hanevi'im Tower Mall, Kenyon Haifa, Lev Hamifratz Mall y Grand Kanyon.

### Turismo
En 2005 en Haifa había trece hoteles con un total de 1462 habitaciones. La ciudad tiene 17 km de playas.

#### Lugares de interés turístico
Uno de los principales atractivos turísticos de la ciudad es el Centro Mundial Bahaí, con la cúpula dorada del Santuario del Báb y los jardines circundantes. Entre 2005 y 2006, 86 037 turistas visitaron el santuario. En 2008, los jardines de Bahaí fueron designados por la Unesco como Patrimonio de la Humanidad.
A los pies de los mundialmente famosos Jardines Bahaí, se encuentra la pintoresca colonia alemana de Haifa, fundada en el siglo XIX por cristianos alemanes conocidos como los templarios. Gran cantidad de casas de piedra se han preservado, así como los versos bíblicos originales en alemán sobre algunas puertas y sus pisos de coloridos azulejos. Muchas de esas casas hoy se han convertido en restaurantes, galerías y tiendas de regalos, haciendo de la zona una de las cuatro principales atracciones turísticas de Haifa.
El monasterio de Nuestra Señora del Carmen de las Madres Carmelitas del siglo XIX y el monasterio Stella Maris están encaramados en el borde occidental del Monte Carmelo, a lo alto de la ciudad junto a la bahía de Haifa.
La cueva de Elías también atrae a muchos turistas.
Situada en el distrito de Haifa está la colonia de artistas Ein Hod, donde más de noventa artistas y artesanos tienen estudios y exposiciones.

## Parques y paseos
Haifa cuenta con numerosos parques. Los más conocidos son:
- El parque Hecht;
- El Gan HaEm (Parque de las Madres), situado en el Carmel Centre;
- El parque nacional Monte Carmelo, con cuevas donde se encontraron restos de Neandertal, el primitivo Homo sapiens,[98] situado en la región conocida como la "pequeña Suiza";
- El paseo Bat Galim se extiende a lo largo de la playa en el tranquilo barrio de nombre homónimo. A lo largo de este paseo se puede encontrar clubes de buceo, clubes de surf y la estación del teleférico;
- El paseo Louis Promenade fue construido en 1992 sobre un área de 400 metros de largo. Con deslumbrante paisaje panorámico tiene vista a la bahía de Haifa, las Krayot, Akko, Naharia y Rosh Hanikra. También el Monte Hermón es visible a lo largo del paseo marítimo;
- La Reserva Natural Hai-Bar, donde los animales —que están en riesgo de extinción en este país, o que ya se han extinguido en esta región— y sus crías están puestos en libertad con la naturaleza, donde crecen y se reproducen.

## Transporte

### Transporte público

#### Ferrocarril
La principal línea de Ferrocarriles de Israel, que recorre el trayecto Naharia–Tel Aviv, a lo largo de la bahía de Haifa tiene seis estaciones de la ciudad: Haifa Hof HaCarmel, Haifa Bat Galim, Haifa Merkaz HaShmona, Lev HaMifratz, Hutzot HaMifratz y Kiryat Haim.
Hay también servicios directos especiales desde Haifa a Tel Aviv, Aeropuerto Internacional Ben Gurión, Nahariya, Acre, Kiryat Motzkin, Binyamina, Lod, Kiryat Gat, Beerseba y otras localidades.

#### Autobuses

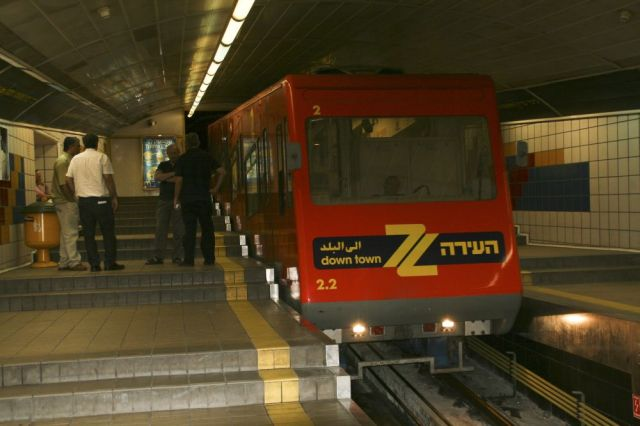
El Carmelit, único metro de Israel

Las conexiones de autobuses interurbanos de Haifa funcionan casi exclusivamente a través de la empresa de transporte Egged, la cual cuenta con dos terminales:
- Estación Central de Autobuses HaMifratz. Desde esta estación de autobuses parten los viajes hacia el norte de Israel;
- Estación Central de Autobuses Haifa Hof HaCarmel, con partidas hacia el sur de Israel. Entre sus destinos se incluyen Tel Aviv, Jerusalén, Eilat, Ra'anana, Netanya, Hadera, Zikhron Ya'aqov, Atlit, Tirat Carmel, Aeropuerto Internacional Ben Gurión y localidades intermedias.

Todas las líneas urbanas están a cargo de la empresa Egged. Desde 2006 se implementa en Haifa una red de minibuses de barrio llamada Shejunatit y dirigida por Egged. Está proyectada la vinculación entre Haifa y las Krayot a través del sistema de autobús de tránsito rápido llamado Metronit. También hay servicios de taxis que funcionan a lo largo de algunas rutas de autobús, pero no tienen un horario oficial.
Haifa es una de las pocas ciudades en Israel, donde los autobuses operan en Sabbat.

#### Metro

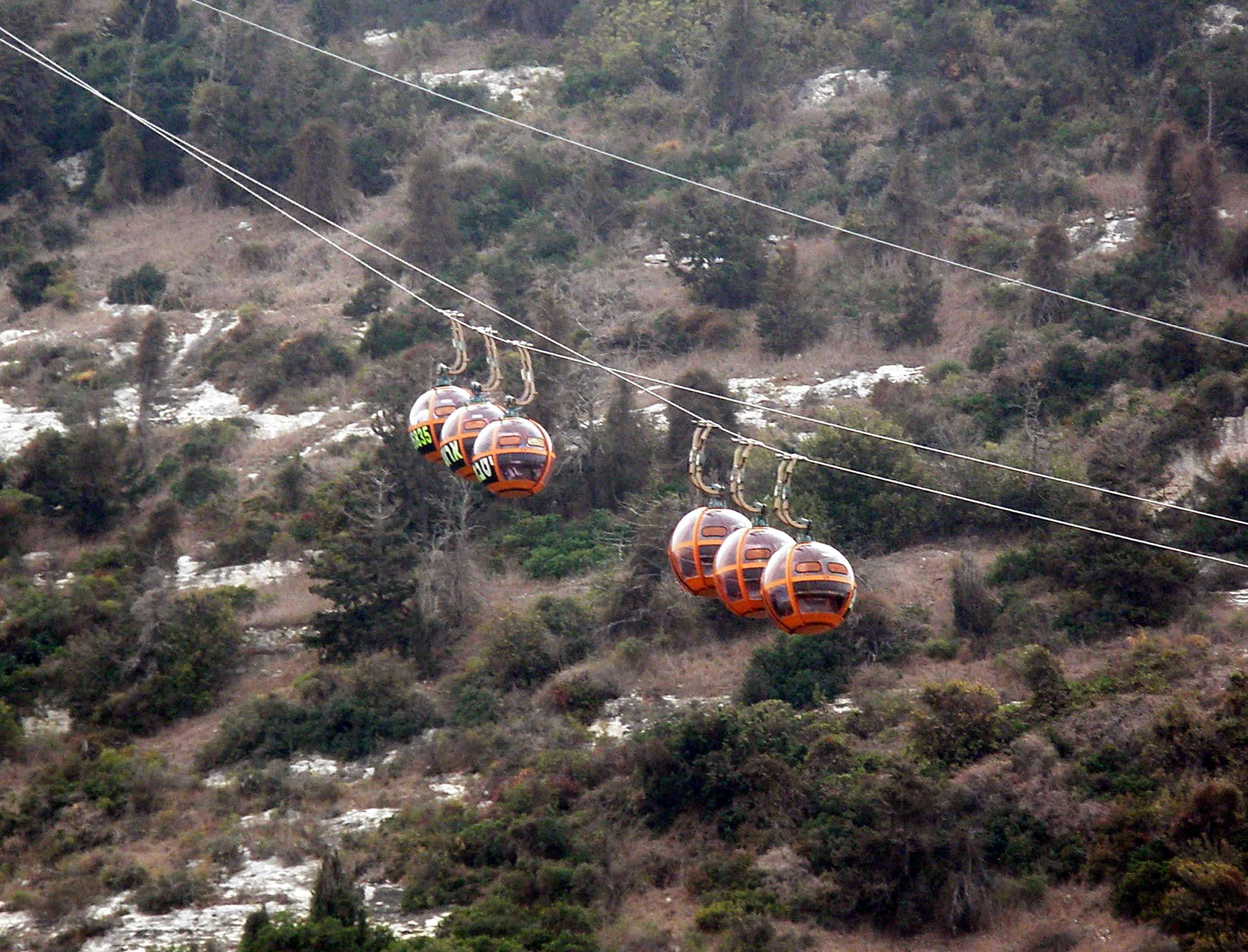
El Teleférico de Haifa descendiendo desde el Monte Carmelo hacia Bat Galim

Haifa está atendida por seis estaciones de tren subterráneo del sistema Carmelit, único en Israel. Se trata de un funicular subterráneo sobre rieles, que va desde el barrio Paris Square hasta el parque Gan HaEm en el Monte Carmelo. Con una sola pista, seis estaciones y dos trenes, está en la lista del Guinness World Records como el sistema de metro más corto del mundo.

#### Teleférico
El Teleférico de Haifa está localizado en el sector occidental del Monte Carmelo, uniendo el Monasterio Stella Maris de la Orden de los Carmelitas con el paseo marítimo Louis Promenade en el barrio Bat Galim. A través de su recorrido se puede obtener una impresionante vista de la bahía de Haifa, cubriendo 355 metros de distancia con una diferencia de alturas entre sus dos estaciones de 130 metros. Este medio de transporte es utilizado principalmente por los turistas.

### Transporte aéreo y marítimo
Otra puerta de acceso a la ciudad es el Aeropuerto de Haifa (a nombre de Uri Michaeli), localizado al este de la ciudad, cerca de Kishon Port e Israel Shipyards. El aeropuerto sirve de base de operaciones de la aerolínea Air Haifa, con destinos nacionales (Eilat) e internacionales (Chipre y Grecia). Anteriormente se operaban también vuelos a Jordania y Turquía, y se espera que se reanuden tanto estos destinos como otros europeos cercanos. También hay planes de expandir la pista de despegue y aterrizaje del aeropuerto hacia el mar (en la bahía de Haifa) para poder acomodar a aviones más grandes.
Otra importante puerta de la ciudad, especialmente para las mercancías, es el Puerto de Haifa, uno de los más importantes del Mediterráneo, tanto en el transporte de personas como de mercancías, y que gracias a su proximidad al centro urbano se ha convertido en un gran puerto de cruceros.

### Carreteras

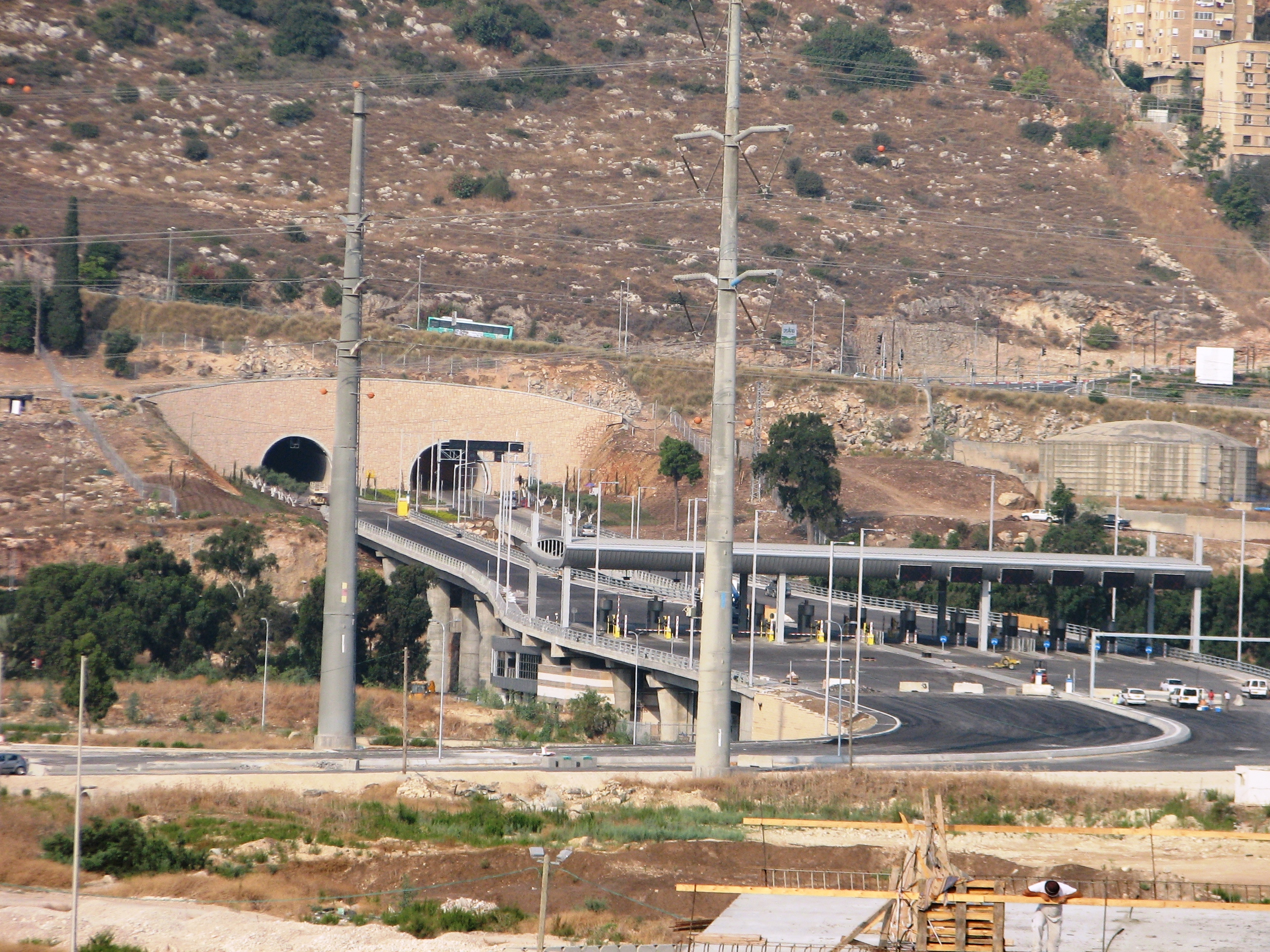
Entrada de la autopista al túnel del Carmelo en Check Post

En lo que a transporte por carretera se refiere, el viaje entre Haifa y el centro del país es posible de realizar a través de la Autopista 2, la carretera principal a lo largo de la planicie costera, que empieza en Tel Aviv y pasa por Herzliya, Netanya, Hedera y termina en Haifa. A su vez, la Autopista 4 corre a lo largo de la costa al norte de Haifa desde Rosh HaNikra, en la frontera con Líbano, pasando por Nahariya y Akko y, atravesando Haifa hacia el sur, continúa su recorrido paralelamente a la autopista 2, pasando por Cesarea, Hedera, Petah Tikva, Holon, Ashdod y finalizando en el paso de Erez.
La Autopista 22, es una autopista suburbana (en construcción) que recorre el área metropolitana de Haifa. Actualmente con 4 km de longitud, conecta el centro de Haifa, con la salida norte de la ciudad, en la región de las Krayot. Una vez completada la construcción hasta Akko, la autopista tendrá 17 km de longitud, atravesando los Túneles del Carmelo y con conexión hacia el este a la Autopista 75, hacia Nazaret.

## Bienestar social

### Sanidad
Las instalaciones médicas de Haifa tienen un total de 4144 camas de hospital. La atención especializada ofrece medios técnicos y humanos de diagnóstico, tratamiento y rehabilitación adecuados que, por su especialización o características, no pueden resolverse en el nivel de atención primaria. Para la atención especializada programada y urgente se dispone de una red hospitalaria y centros de especialidades.

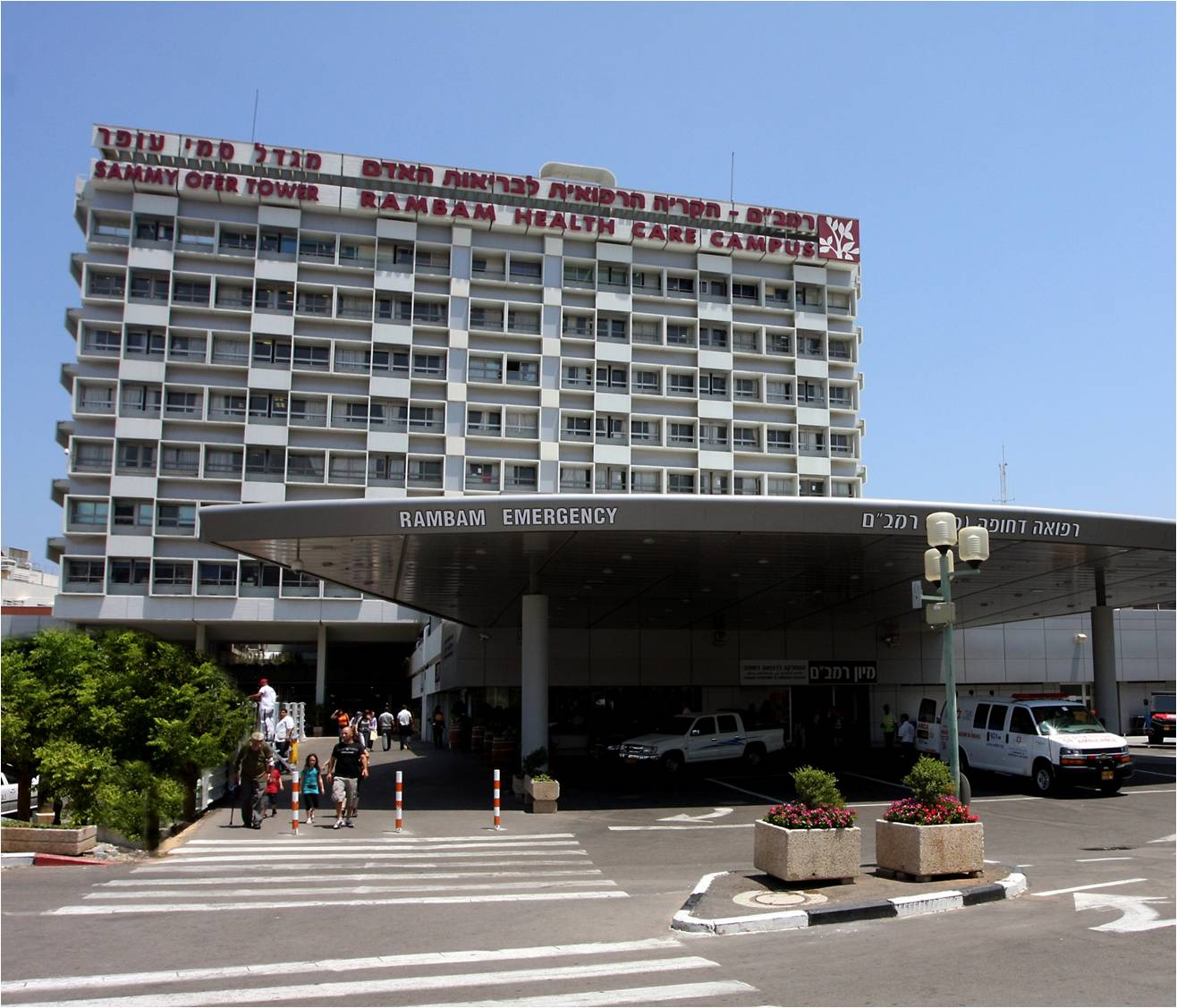
Edificio principal del Centro Médico Rambam.

- Centro Médico Rambam. Es el mayor centro médico del Norte de Israel. Posee 1000 camas.[105] Alrededor de 75 000 personas son hospitalizadas todos los años, y otros 524 000 pacientes son tratados en sus clínicas ambulatorias y centros médicos. Se realizan 123 000 atenciones de emergencia, 22 000 cirugías y 2500 cateterismos al año.[106]
- Centro Médico Bnai Zion. Tiene 450 camas y 65 consultorios externos. Alrededor de 37 000 personas son hospitalizadas todos los años y unos 130 000 pacientes son tratados en sus clínicas ambulatorias, 63 000 atenciones de emergencia, 11 000 cirugías y 5000 nacimientos.[107]
- Centro Médico Carmelo. Tiene 442 camas.[104] Anualmente unos 600 000 pacientes son tratados en sus clínicas ambulatorias; se realizan 80 000 atenciones de emergencia, 20 000 cirugías y 5000 nacimientos.[108][109]
- Hospital Italiano de Haifa. En 2008 tenía 86 camas.[104]
- Hospital Elisha (en hebreo: בית חולים אלישע‎). Este hospital privado tiene 140 camas.[104] Anualmente se realizan 10 000 cirugías con internación y otras 12 000 cirugías ambulatorias.[110]
- Centro Médico Horev. En 2008 tenía 36 camas.[104]
- Ramat Marpe. En 2008 tenía 18 camas.[104]

Haifa tiene además 20 centros de salud familiar. En 2004, hubo un total de 177 478 ingresos hospitalarios.
Durante la Segunda Guerra del Líbano en 2006, el Centro Médico Rambam estaba en la línea de fuego y se vio obligado a tomar precauciones especiales para proteger a sus pacientes. Todos los sectores del hospital fueron trasladados a los grandes refugios subterráneos.

## Educación

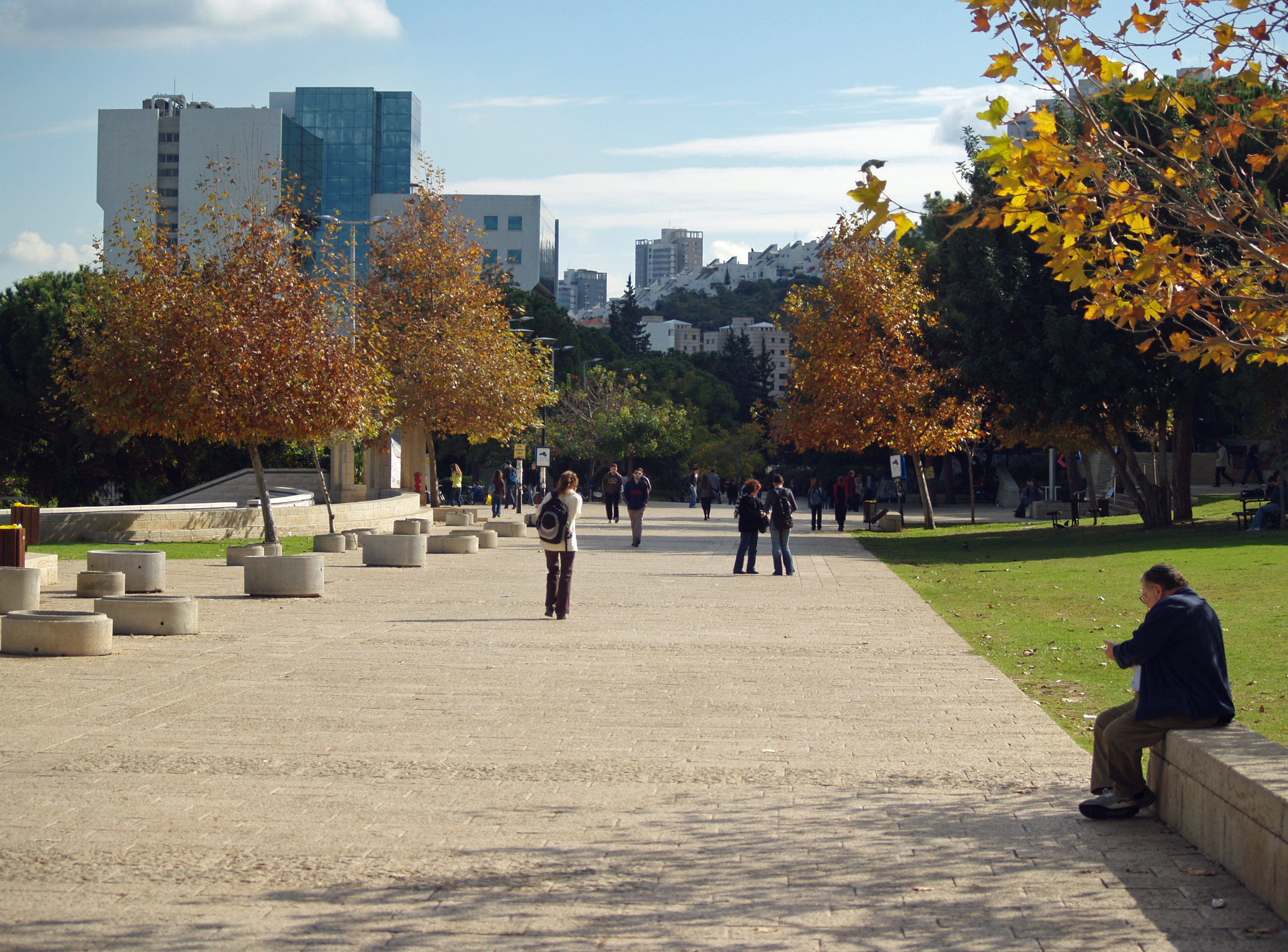
Technion - Instituto Tecnológico Israelí

Haifa cuenta con dos universidades reconocidas internacionalmente, así como con varias instituciones de educación superior. La Universidad de Haifa, fundada en 1963, está en la cima del Monte Carmelo. El campus fue diseñado por el arquitecto brasileño Oscar Niemeyer. La planta superior de la Torre Eshkol de 30 pisos, ofrece una vista panorámica del norte de Israel. El Museo Hecht, con importante arqueología y colecciones de arte, está en el campus de la Universidad de Haifa.

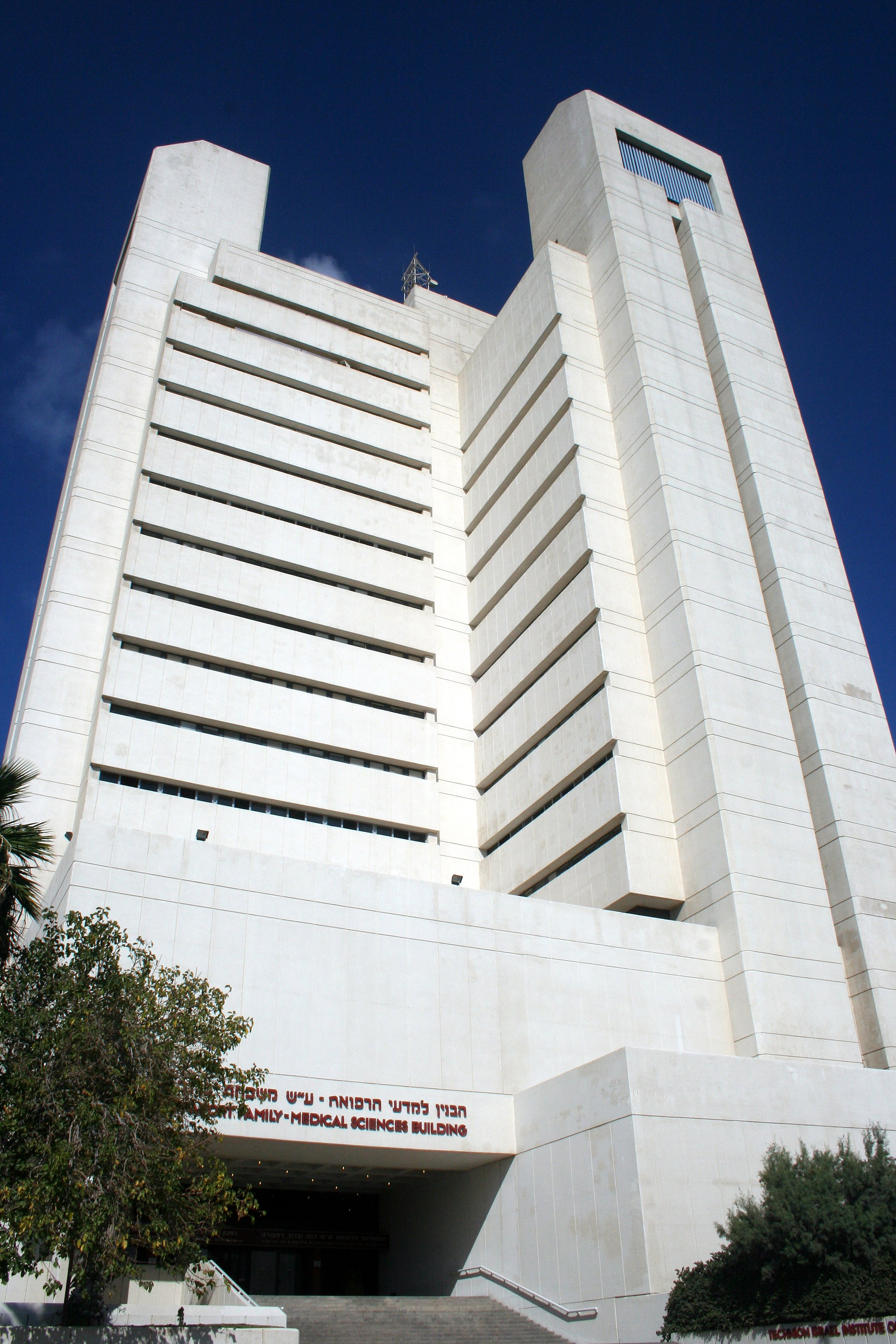
Facultad de Medicina Rappaport

El Technion - Instituto Tecnológico Israelí, fue fundado en 1924. Cuenta con 18 facultades y 42 institutos de investigación. El edificio original hoy es la entrada del Museo de Ciencias de Haifa. La primera escuela de alta tecnología en Israel, Basmat, se estableció en Haifa en 1933.

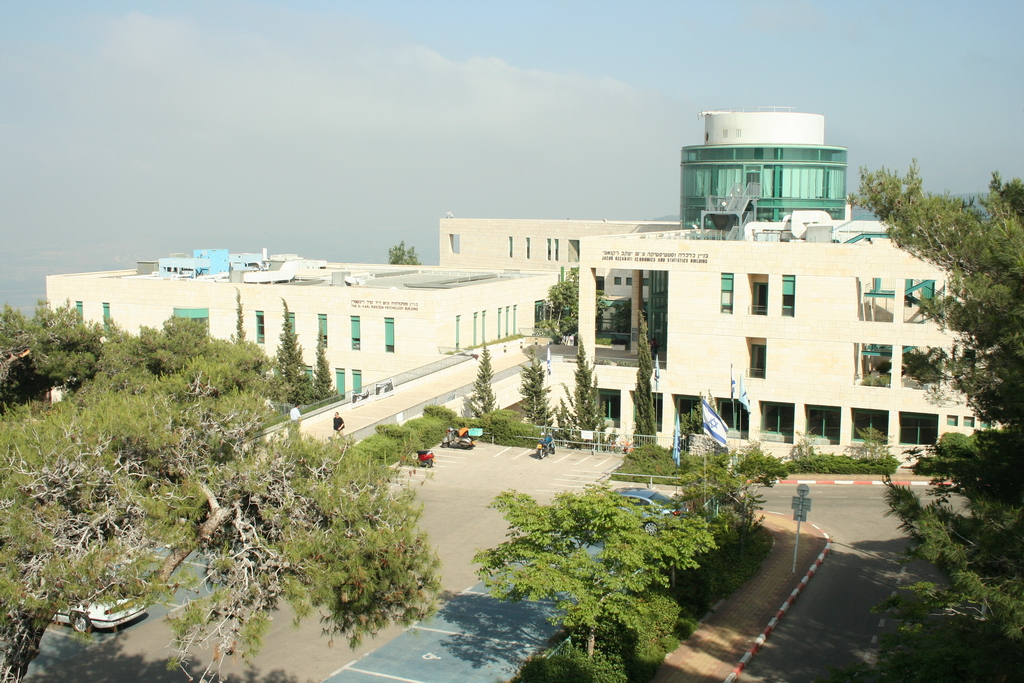
Edificio Rabin, Universidad de Haifa

Otras instituciones académicas en Haifa es la Facultad de Educación Gordon y el "Colegio Religioso de Maestros Sha'anan", la Academia de Diseño WIZO y el Colegio de Diseño Tiltan. La Facultad de Administración Leminhal y la Universidad Abierta de Israel tienen sedes en Haifa. La ciudad también tiene una Facultad de Enfermería y la Facultad PET, de Ingeniería.
En el periodo de estudios 2006-07, en Haifa había 70 escuelas de educación primaria, 23 colegios de Educación secundaria, 28 High school (escuelas secundarias académicas) y 8 escuelas de formación profesional. Concurrían 5133 alumnos de jardines de infancia municipales, 20 081 en escuelas primarias, 7911 en las escuelas medias, 8072 en los liceos, 2646 en las escuelas secundarias vocacionales y 2068 en las escuelas preparatorias del distrito. El 82 % de los estudiantes asistían a escuelas de lengua hebrea y el 18 % asistió a las escuelas árabes. En 2004, Haifa había 16 bibliotecas municipales con 367.323 libros.

## Arte y cultura
A pesar de su imagen de ciudad portuaria e industrial, Haifa es el más importante centro de difusión cultural del norte de Israel. Sus manifestaciones culturales son muy abundantes y muchas de ellas se desarrollan al aire libre, por tratarse de una ciudad mediterránea.
Durante la década de 1950, el alcalde Abba Hushi realizó grandes esfuerzos para estimular a los autores y poetas para trasladarse a la ciudad. También fundó el Teatro de Haifa, un teatro de repertorio, el primer teatro municipal creado en el país. El principal teatro árabe al servicio de la población árabe del norte de Israel es el "Teatro al-Midan". Otros teatros de la ciudad incluyen el Centro Krieger para las artes escénicas y el Centro Rappaport de las Artes y la Cultura. Su Centro de Congresos acoge exposiciones, conciertos y eventos especiales.
La Orquesta Sinfónica de Haifa, creada en 1950, cuenta con más de 5000 suscriptores. En 2004, 49 000 personas asistieron a sus conciertos. La Cinemateca de Haifa, fundada en 1975, alberga anualmente el Festival Internacional de Cine de Haifa durante los días intermedios de las fiestas de Sucot. Haifa tiene 29 salas de cine. La ciudad publica un periódico local, Yediot Haifa, y tiene su propia estación de radio, Radio Haifa.

### Museos

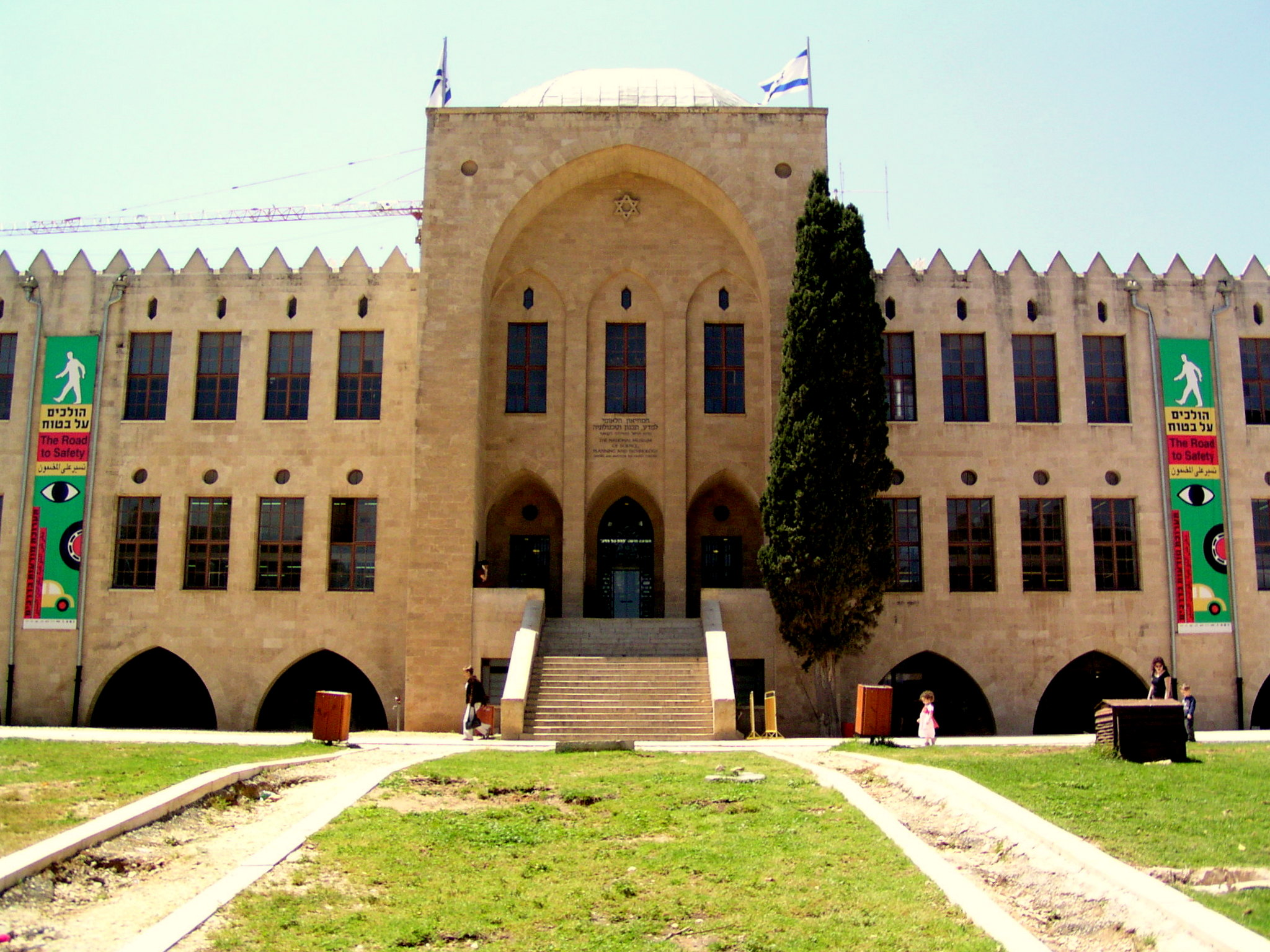
MadaTech - Museo Nacional de Ciencia, Tecnología y Espacio

La ciudad cuenta con más de una docena de museos. El más popular es el MadaTech - Museo Nacional de Ciencia, Tecnología y Espacio de Israel, con 400 000 visitantes anuales. Está situado en el edificio histórico del Technion en la zona de Hadar.
El Museo de Arte de Haifa alberga una colección de arte moderno y clásico, así como una exposición sobre la historia de Haifa. El Museo de Arte Japonés Tikotin es el único museo en el Oriente Medio dedicado exclusivamente al arte japonés.
Otros museos que destacan son: el Museo de Prehistoria, el Museo Marítimo Nacional, el Museo de la Ciudad de Haifa, el Museo Hecht, el Museo Arqueológico de Dagón, el Museo del Ferrocarril, el Museo de Marina e Inmigración Clandestina, el Museo Israelí de la Industria del Petróleo, y el Marc Chagall Artists’ House en honor a Marc Chagall.
Como parte de su campaña para acercar la cultura a Haifa, el entonces alcalde de Haifa, Abba Hushi, le proporcionó al pintor Mané-Katz un edificio en el monte Carmelo como lugar de trabajo y para albergar su colección de Judaica que, tras la muerte del artista, se convirtió en el Museo Mané-Katz.

### Cine y teatro

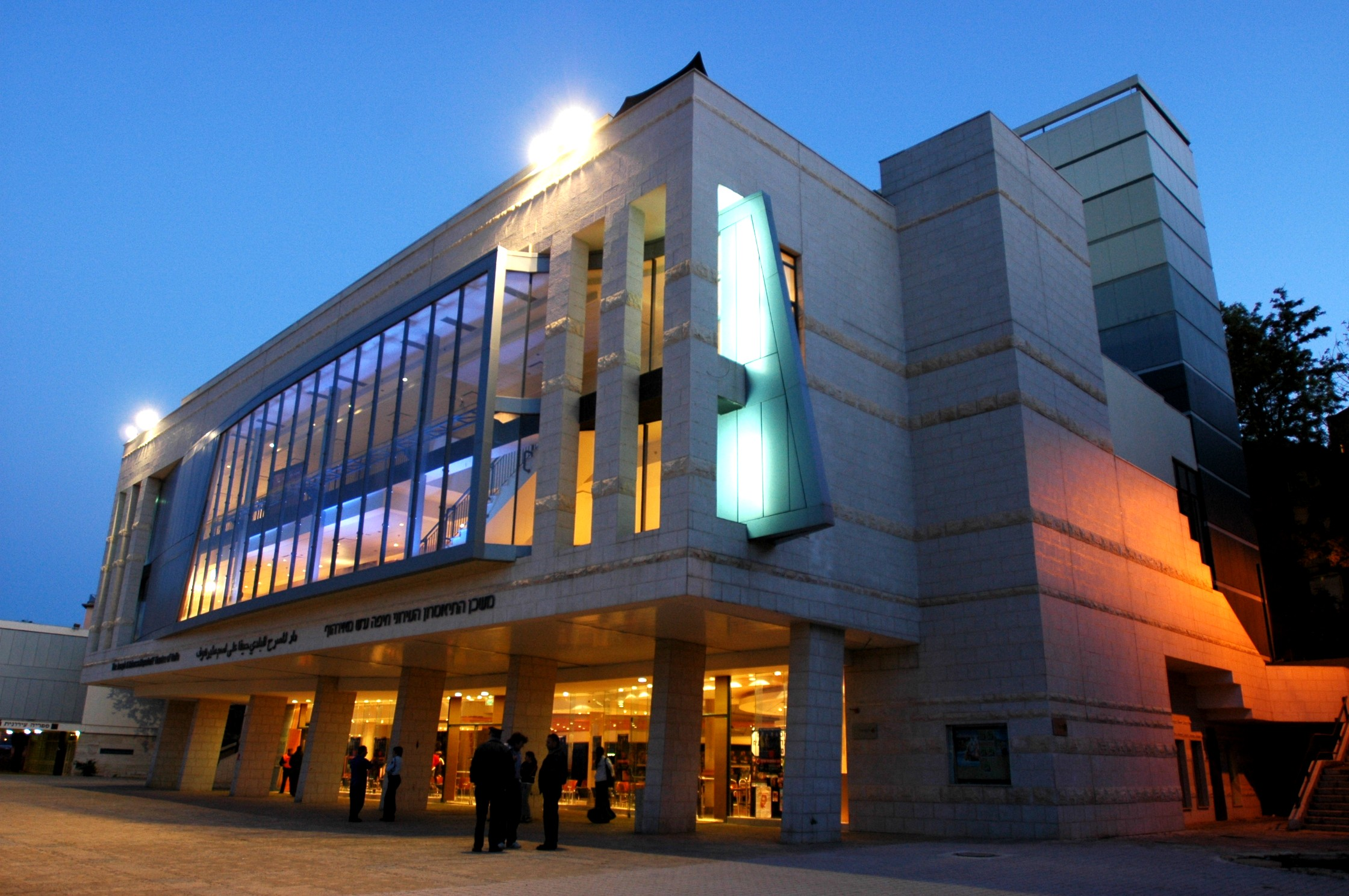
Teatro de Haifa

Durante muchos años en Haifa hubo muchas salas de cine en los barrios, pero posteriormente fueron trasladadas a zonas más céntricas y pobladas. A finales del siglo XX se cerraron la mayoría de las salas de cine que funcionaban en la ciudad y la cultura del espectáculo se trasladó a los centros comerciales. En Haifa hay tres salas de cine: "Globus HaCongresim", "Cinema Café Amamí" y "Cinema Café Moriá, a estos se le suma el complejo multicine de "Lev HaMifratz" y la antigua "Cinemateca Haifa" en Carmelo.
El Teatro Municipal de Haifa, el primer teatro municipal de Israel, comenzó a operar en la ciudad en 1961. Tiene reputación internacional en la realización de obras provocativas. La compañía lleva a cabo de ocho a diez obras al año a una audiencia de más de 30 000 personas. Se lleva a cabo en las ciudades, kibutzim y poblados a lo largo de Israel, y regularmente presenta obras de teatro moderno en hebreo y en árabe. La compañía tiene su sede en el barrio Hadar.

### Festivales
- Festival Internacional de Cine de Haifa - Es un festival anual de cine que tiene lugar cada otoño, durante las vacaciones de Sucot. El festival fue inaugurado en 1983, y fue el primero de su clase en Israel. Con los años, se ha convertido en el evento cinematográfico más importante del país. El escenario principal es la Cinemateca Carmelo.
- Festival de Teatro Infantil en Haifa - Se celebra cada año en Pesaj, es patrocinado por el Teatro Municipal.
- Fiesta de las fiestas - hajag shel hajagim (en hebreo: החג של החגים‎) - Las actividades del festival se llevan a cabo los días de viernes y sábado de diciembre. El festival pretende mostrar la naturaleza de Haifa, una ciudad con población mixta, donde la convivencia de todas las religiones y la coexistencia y la tolerancia entre ellas también es posible. Las actividades se llevan a cabo en diversos lugares de la ciudad, pero la mayoría de ellos se llevan a cabo en el barrio Wadi Nisnas. Durante el festival los museos de la ciudad están abiertos gratuitamente para todos los visitantes.

## Deporte
En Haifa hay una gran cantidad de clubes que operan en una variedad de disciplinas deportivas, en las que se incluyen el fútbol, baloncesto, deportes acuáticos como natación, polo acuático y windsurf, ajedrez, tenis, tenis de mesa, atletismo, pesas, esgrima entre otras. La más importantes de estas entidades deportivas son el Maccabi Haifa, la mayor y más antigua de las asociaciones deportivas del país, y el Hapoel Haifa.
En 1996 la ciudad acogió el Campeonato Mundial de Windsurf. El Haifa Tennis Club, fundado en 1982 y con veinte canchas, es uno de los más grandes de Israel.
El Maccabi Haifa B.C. tiene un equipo profesional de baloncesto que participa de la Super Liga de Baloncesto de Israel.

### Fútbol

El Estadio Sammy Ofer, durante el partido entre el Maccabi Haifa y el Maccabi de Tel Aviv.

En Haifa hay una gran número de clubes de fútbol, siendo los más populares el Maccabi Haifa y el Hapoel Haifa. Ambos comparten el Estadio Municipal de Haifa, también llamado Estadio Sammy Ofer.
- Maccabi Haifa F.C., fundado en 1913 es uno de los máximos exponentes del fútbol de Israel. En su palmarés cuenta con 11 ligas y 5 Copas de Israel, 4 Copas Toto y 3 Súpercopas de Israel. Fue el primer conjunto israelí que alcanzó la fase de grupos de la UEFA Champions League.
- Hapoel Haifa F.C., fundado en 1924 y juega en la Premier League de Israel. Su palmarés cuenta con 1 Premier League de Israel, 3 Copas de Israel, 1 Copa Toto y 1 Liga Leumit

Otras asociaciones deportivas son el Beitar Haifa, el Hapoel Haifa Ahva, el Hapoel Haifa Spartak y el Maccabi Neve Sha'anan Eldad. Todas estas compiten en las ligas menores.

### Baloncesto
El baloncesto de la ciudad de Haifa, tiene dos principales representantes:
- Maccabi Haifa B.C. - El club fue uno de los ocho equipos que fundaron la Copa de baloncesto de Israel en 1954, y hoy es uno de los clubes de baloncesto más importantes del país. En su palmarés cuenta con un subcampeonato en la Israeli Basketball Super League (1999) y dos subcampeonatos en la Copa de baloncesto de Israel (1971 y 1985).
- Hapoel Haifa B.C. - El club fue creado después de la reunión con Ramat Hasharon en 2005. En su palmarés cuenta con dos subcampeonatos en la Israeli Basketball Super League (1965 y 1962).

Ambos clubes disputan sus partidos en el Romema Arena, con capacidad para 2900 espectadores.

## Ciudades hermanadas
La ciudad de Haifa participa activamente en la iniciativa de hermanamiento con algunas ciudades de todo el mundo desde el año 1962. Estas colaboraciones oficiales tienen los objetivos concretos de expandir la presencia de Haifa en el exterior y potenciar la imagen y el desarrollo de la ciudad. Durante estos años se produjeron las acciones necesarias para llegar al hermanamiento con las ciudades siguientes:
| Escudo | Ciudad          | País           | Desde |  | Escudo | Ciudad          | País           | Desde |
| ------ | --------------- | -------------- | ----- |  | ------ | --------------- | -------------- | ----- |
|        | Marsella        | Francia        | 1962  |  |        | Düsseldorf      | Alemania       | 1988  |
|        | Portsmouth      | Reino Unido    | 1962  |  |        | Rosario         | Argentina      | 1988  |
|        | Hackney         | Reino Unido    | 1968  |  |        | Odessa          | Ucrania        | 1992  |
|        | Manila          | Filipinas      | 1971  |  |        | Shanghái        | China          | 1993  |
|        | San Francisco   | Estados Unidos | 1973  |  |        | Boston          | Estados Unidos | 1999  |
|        | Aalborg         | Dinamarca      | 1973  |  |        | Limassol        | Chipre         | 2000  |
|        | Ciudad del Cabo | Sudáfrica      | 1975  |  |        | Fort Lauderdale | Estados Unidos | 2002  |
|        | Bremen          | Alemania       | 1978  |  |        | Erfurt          | Alemania       | 2005  |
|        | Amberes         | Bélgica        | 1986  |  |        | Mannheim        | Alemania       | 2009  |
|        | Maguncia        | Alemania       | 1987  |  |        | Newcastle       | Reino Unido    | 1979  |
|        |                 |                |       |  |        | Chengdu         | China          | 2013  |

## Acuerdos de Cooperación y Amistad
| Escudo | Ciudad          | País           | Desde |  | Escudo | Ciudad       | País   | Desde |
| ------ | --------------- | -------------- | ----- |  | ------ | ------------ | ------ | ----- |
|        | Turín           | Italia         | 2005  |  |        | Porto Alegre | Brasil | 2010  |
|        | La Spezia       | Italia         | 2006  |  |        | Shenzhen     | China  | 2011  |
|        | San Petersburgo | Rusia          | 2008  |  |        |              |        |       |
|        | Dayton          | Estados Unidos | 2009  |  |        |              |        |       |